# Campo de Cartagena

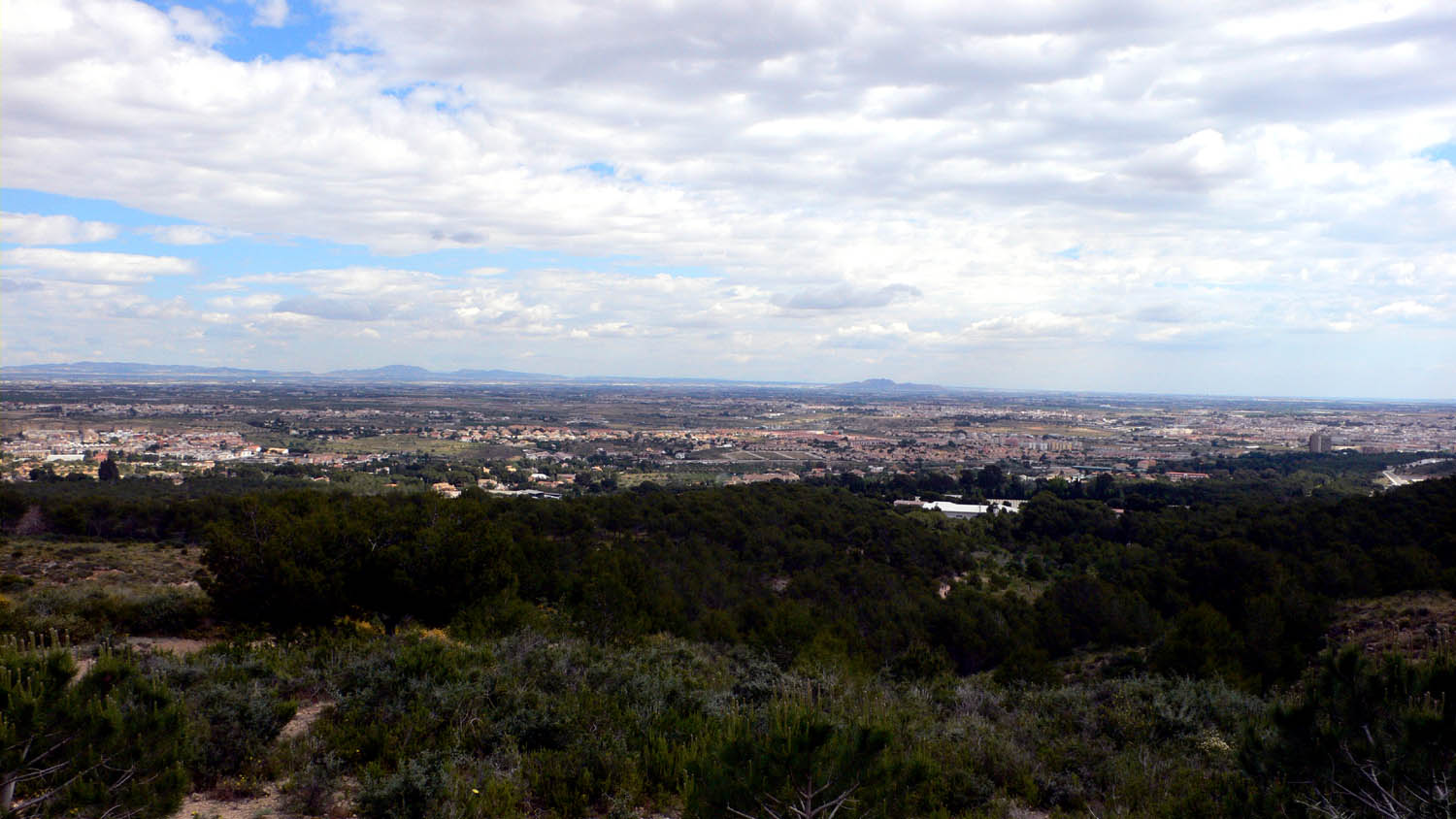
Llanura del Campo de Cartagena. En el centro se observa el Cabezo Gordo de Torre-Pacheco.

El Campo de Cartagena es una comarca natural de la Región de Murcia, España. Se encuentra en el sureste de la península ibérica, formando una llanura que se extiende desde la Sierra de Carrascoy hasta el mar Mediterráneo. El Campo de Cartagena es la cuenca vertiente al mar Menor.
La comarca, que aglomera a 383 807 habitantes en 1.1161,64 km², constituye el área metropolitana de Cartagena, un polo de turismo, cultura, industria y naturaleza, con más de 18 500 hectáreas protegidas, entre lugares como el parque natural de Calblanque, Monte de las Cenizas y Peña del Águila, la Sierra de la Muela, Cabo Tiñoso y Roldán, las Salinas y Arenales de San Pedro del Pinatar o las Islas e Islotes del Litoral Mediterráneo. A todo esto, hay que sumar gran parte del medio marino, destacando el Mar Menor, la Reserva marina de Cabo de Palos e Islas Hormigas y la zona de Cabo Tiñoso.

## Extensión
Al ser una comarca natural, el Campo de Cartagena no tiene una delimitación administrativa precisa. Sus límites naturales son los que aparecen en la siguiente tabla:
|                             | Norte: Sierra de Carrascoy |                 |
| Oeste: Sierra del Algarrobo |                            | Este: Mar Menor |
|                             | Sur: Mar Mediterráneo      |                 |

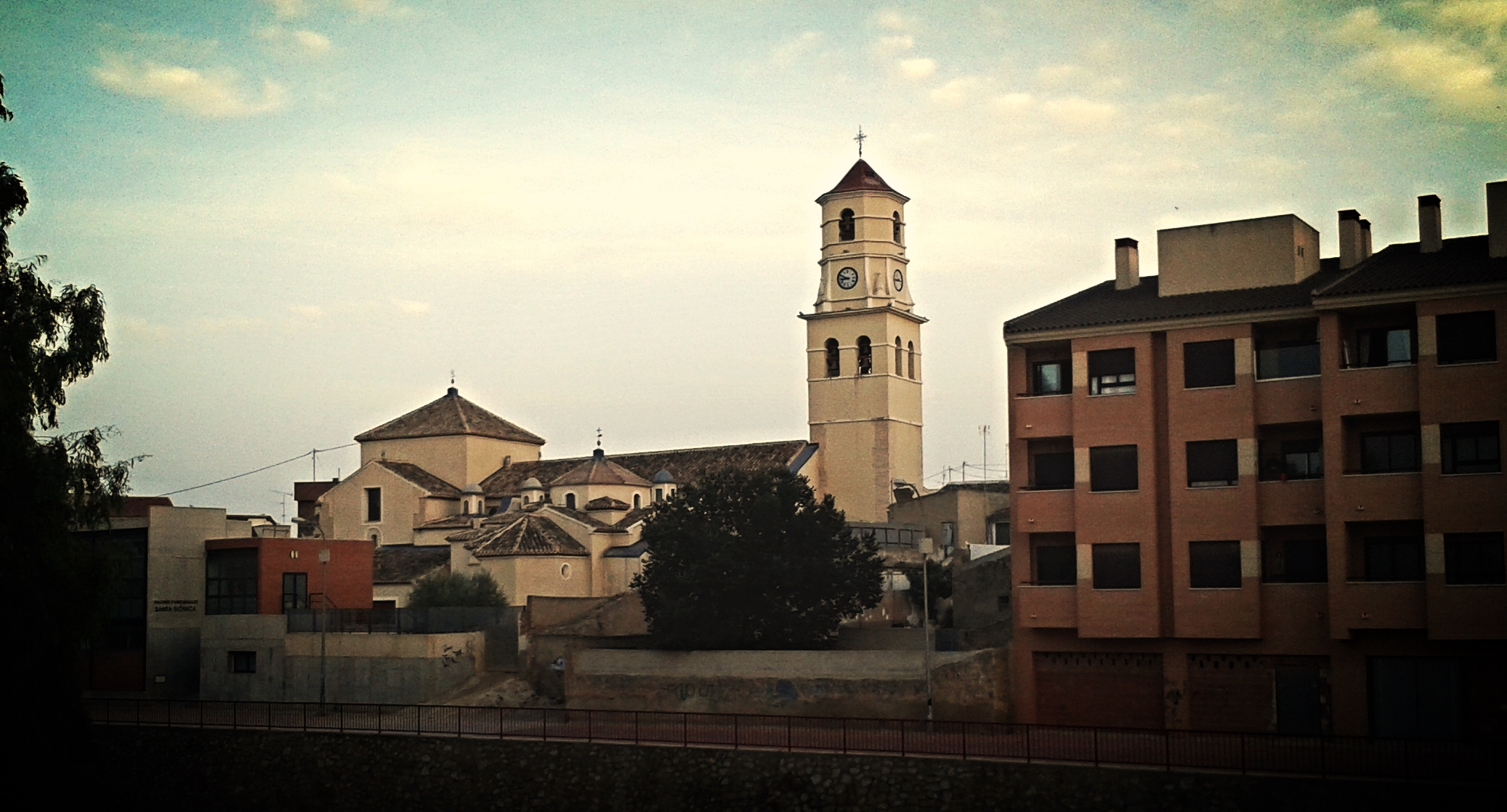
Fuente Álamo de Murcia, es uno de los municipios del interior del Campo de Cartagena

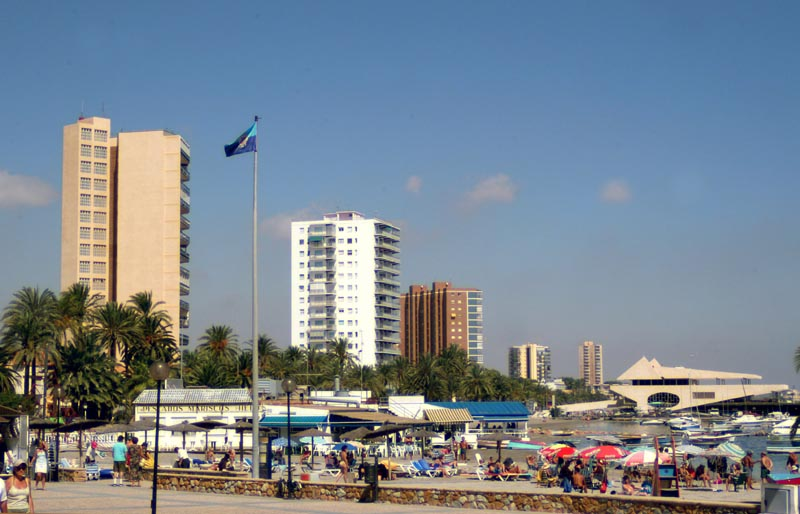
Santiago de la ribera, pedanía de San Javier, se sitúa a la orilla del Mar Menor, Una de las zonas costeras del Campo de Cartagena

La llanura del Campo de Cartagena comprende los siguientes municipios
- Cartagena
- Torre-Pacheco
- San Pedro del Pinatar
- San Javier
- La Unión
- Los Alcázares
- Fuente Álamo de Murcia

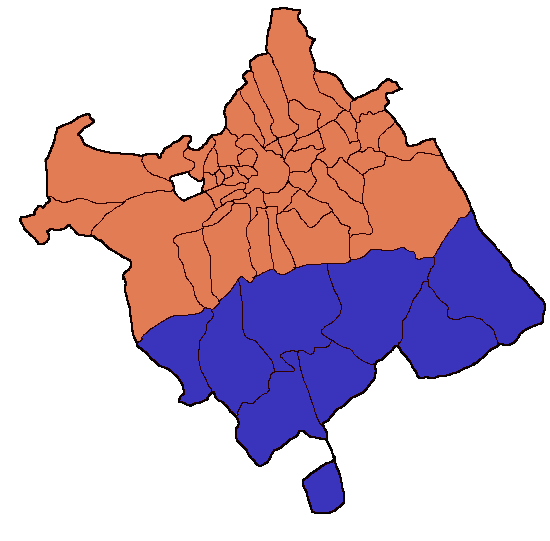
Extensión aproximada del municipio de Murcia dentro del Campo de Cartagena.

Algunas pedanías del municipio de Murcia, como Sucina, Valladolises y Lo Jurado o Corvera, también se encuentran geográficamente en el Campo de Cartagena. Históricamente, estas pedanías fueron nombradas tradicionalmente dentro del Campo de Cartagena por el municipio de Murcia hasta que, muy recientemente, apareció la denominación no oficial de Campo de Murcia de mano del Ayuntamiento de Murcia. Un caso especial es el de la pedanía de Lobosillo que se sitúa como un enclave del municipio de Murcia en el centro del Campo de Cartagena.
Existe desacuerdo en cuanto a los autores sobre la inclusión del municipio de Mazarrón dentro del Campo de Cartagena. Hay personas que consideran que parte del término municipal de Mazarrón se encuentra dentro de la llanura del Campo de Cartagena, ciudad con la que por otra parte se encuentra estrechamente relacionada en el ámbito económico: según la Hacienda de España (rentas provinciales) de 1840, Mazarrón pertenecía a la provincia de Cartagena (Águilas, Mazarrón y Cartagena). Por otro lado, históricamente estuvo siempre vinculado al municipio de Lorca. Oficialmente Mazarrón pertenece al Bajo Guadalentín.

## Geografía

### Geología

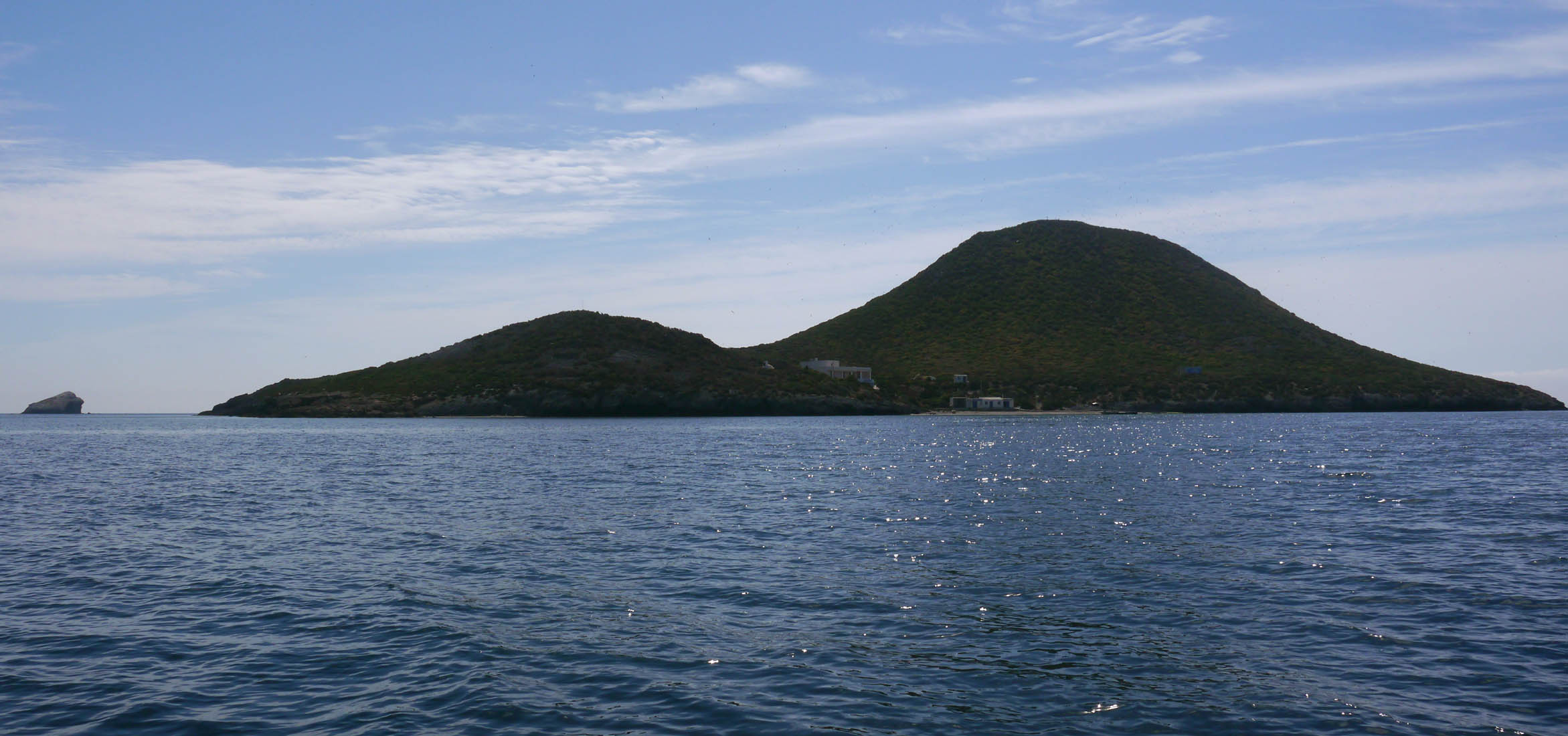
La Isla Grosa, resto de un volcán cuaternario.

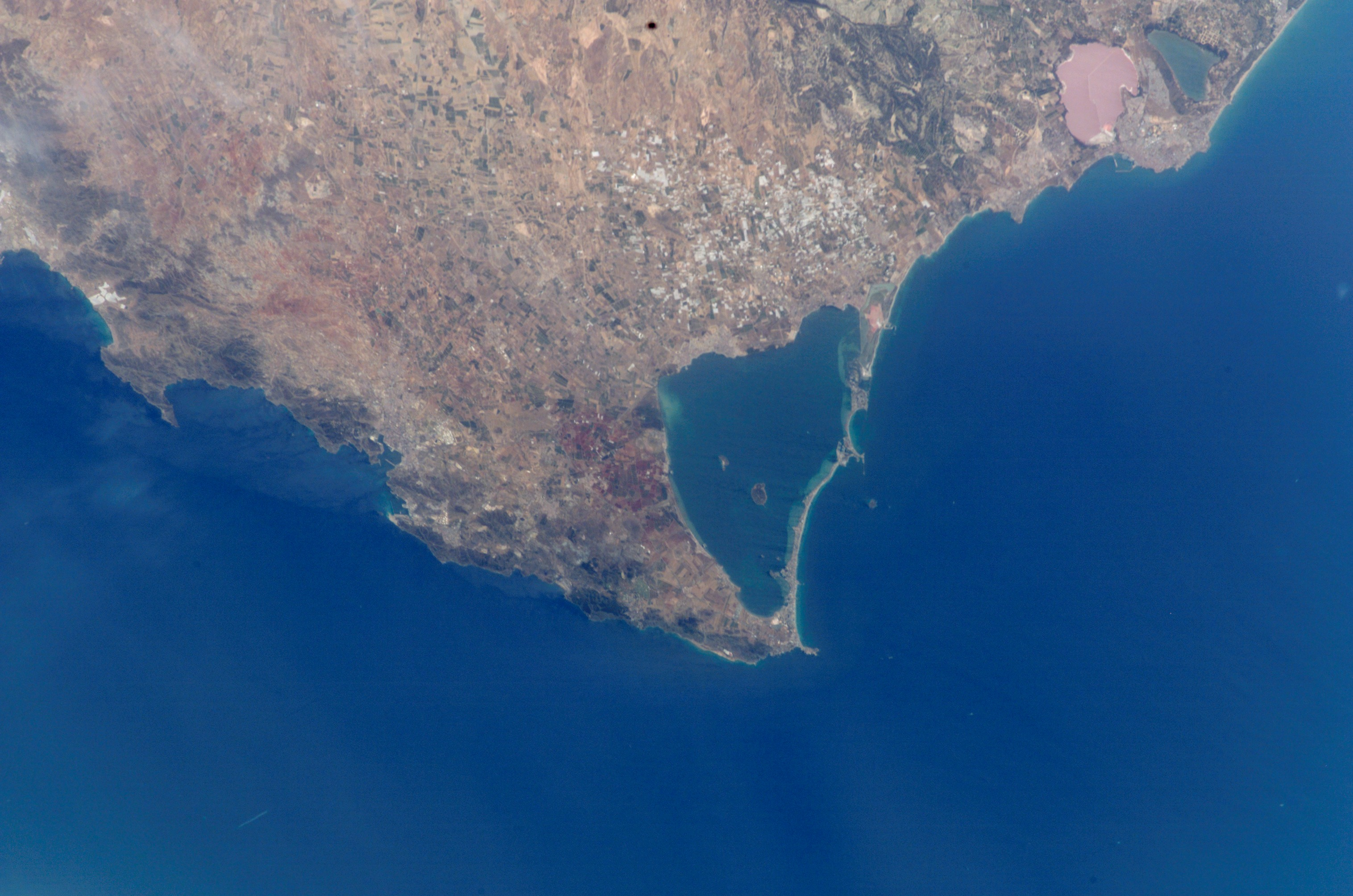
Vista satélite del Campo de Cartagena, Mar Menor y Cabo de Palos.

El Campo de Cartagena constituye un gran plano inclinado de 1600 km² con dirección NO-SE limitado al norte y noroeste por las últimas estribaciones orientales de las Cordilleras Béticas constituidas por las sierras pre-litorales (Carrascoy, Cabezos del Pericón y Sierra de los Victorias, El Puerto, Los Villares, Columbares y Escalona), y al sur y suroeste por sierras litorales (El Algarrobo, Sierra de la Muela, Pelayo, Gorda, Sierra de La Fausilla y la Sierra minera de Cartagena-La Unión, con sus últimas estribaciones en el Cabo de Palos).
En el centro de la llanura del Campo de Cartagena se alza solitario el Cabezo Gordo de Torre-Pacheco.
La formación geológica de esta gran llanura es bastante reciente, pues afloró del fondo del mar en el mioceno superior, durante la denominada crisis salina del Mesiniense en la que el Mar Mediterráneo se desecó por completo. La conexión terrestre de Europa a África permitió la llegada al Campo de Cartagena de una gran cantidad de fauna africana como mamuts, hipopótamos europeos, leones, tigres dientes de sable, cercopitecos, hienas, etc. en la actualidad extinguida, pero de la que quedan restos fósiles en la Cueva Victoria de Cartagena. La conexión con el continente africano provocó también la colonización de la zona de numerosas especies vegetales africanas, en la actualidad conocidas como endemismos iberoafricanos, como el ciprés de Cartagena (Tetraclinis articulata), el cornical (Periploca angustifolia) o el oroval (Withania frutescens), que conforman uno de los patrimonios vegetales más importantes de la península ibérica.
Durante el Plioceno, el Mar volvió a abrirse paso a través del Estrecho de Gibraltar y el Campo de Cartagena quedó nuevamente inundado para volver a emerger poco después.

#### Vulcanismo
El Campo de Cartagena alberga uno de los episodios más recientes de vulcanismo de la península ibérica. Durante el mioceno superior, hace solo unos 7 millones de años, se produjeron numerosas erupciones volcánicas en toda la zona, de las que son restos: las islas del Mar Menor, la Isla Grosa, El Carmolí o el Cabezo Beaza.
Hace solo 1 millón de años, durante el pleistoceno, se produjeron las últimas erupciones volcánicas en el noroeste del Campo de Cartagena en la diputación de Tallante.
Asociados a esta actividad volcánica se generaron potentes procesos hidrotermales en los que el agua procedente del interior de la tierra, con presencia de minerales disueltos y sometida a fuertes presiones y altas temperaturas, precipitó estos minerales en las fallas y cavidades de la sierra y dio lugar a los ricos filones de minerales metálicos de la Sierra minera de Cartagena-La Unión.

### Clima
El clima es de tipo mediterráneo seco, con precipitaciones que rondan los 270 mm anuales. El Campo de Cartagena es una de las zonas menos lluviosas del país. La ciudad de Cartagena posee una media anual de precipitación de 256 mm, mientras que La Azohía y Peñas Blancas constituye el punto más seco de la Región, con apenas 183 mm anuales. Hacia el este, la media de precipitaciones va aumentando gradualmente, llegando a los 332 mm/anuales en la zona del Mar Menor (Estación meteorológica de San Javier), y alcanzando un máximo de 364 mm/anuales recogidos en Cabo de Palos (Estación meteorológica 7019 Cabo de Palos/salinas).
Las temperaturas son suaves durante todo el año, con una media que ronda los 19/20 °C. En la costa difícilmente se baja de 5 °C en invierno y apenas se superan los 30 °C en verano, mientras en zonas más interiores no sería extraño tener alguna helada en invierno y acercarse a los 37 °C en verano.
| Parámetros climáticos promedio de Castillo de Galeras (230 m s. n. m.)     | Parámetros climáticos promedio de Castillo de Galeras (230 m s. n. m.) | Parámetros climáticos promedio de Castillo de Galeras (230 m s. n. m.) | Parámetros climáticos promedio de Castillo de Galeras (230 m s. n. m.) | Parámetros climáticos promedio de Castillo de Galeras (230 m s. n. m.) | Parámetros climáticos promedio de Castillo de Galeras (230 m s. n. m.) | Parámetros climáticos promedio de Castillo de Galeras (230 m s. n. m.) | Parámetros climáticos promedio de Castillo de Galeras (230 m s. n. m.) | Parámetros climáticos promedio de Castillo de Galeras (230 m s. n. m.) | Parámetros climáticos promedio de Castillo de Galeras (230 m s. n. m.) | Parámetros climáticos promedio de Castillo de Galeras (230 m s. n. m.) | Parámetros climáticos promedio de Castillo de Galeras (230 m s. n. m.) | Parámetros climáticos promedio de Castillo de Galeras (230 m s. n. m.) | Parámetros climáticos promedio de Castillo de Galeras (230 m s. n. m.) |
| Mes                                                                        | Ene.                                                                   | Feb.                                                                   | Mar.                                                                   | Abr.                                                                   | May.                                                                   | Jun.                                                                   | Jul.                                                                   | Ago.                                                                   | Sep.                                                                   | Oct.                                                                   | Nov.                                                                   | Dic.                                                                   | Anual                                                                  |
| -------------------------------------------------------------------------- | ---------------------------------------------------------------------- | ---------------------------------------------------------------------- | ---------------------------------------------------------------------- | ---------------------------------------------------------------------- | ---------------------------------------------------------------------- | ---------------------------------------------------------------------- | ---------------------------------------------------------------------- | ---------------------------------------------------------------------- | ---------------------------------------------------------------------- | ---------------------------------------------------------------------- | ---------------------------------------------------------------------- | ---------------------------------------------------------------------- | ---------------------------------------------------------------------- |
| Temp. media (°C)                                                           | 11.7                                                                   | 11.9                                                                   | 12.3                                                                   | 13.8                                                                   | 16.5                                                                   | 19.9                                                                   | 23.2                                                                   | 23.9                                                                   | 21.9                                                                   | 18.2                                                                   | 14.8                                                                   | 12.1                                                                   | 15.4                                                                   |
| Precipitación total (mm)                                                   | 36.5                                                                   | 15.7                                                                   | 25.6                                                                   | 23.1                                                                   | 23.8                                                                   | 7.0                                                                    | 5.7                                                                    | 8.2                                                                    | 15.6                                                                   | 50.8                                                                   | 29.4                                                                   | 34.0                                                                   | 265.4                                                                  |
| Fuente: 'El Campo de Cartagena. Clima e hidrología de un medio semiárido'. |                                                                        |                                                                        |                                                                        |                                                                        |                                                                        |                                                                        |                                                                        |                                                                        |                                                                        |                                                                        |                                                                        |                                                                        |                                                                        |

El Campo de Cartagena carece de cursos permanentes de agua.

### Valores y espacios naturales
El Campo de Cartagena ha sido un territorio intensamente explotado y transformado desde la antigüedad. En los últimos años, la presión turística y urbanística han llevado a la transformación de muchos kilómetros de costa, tanto del Mar Menor como del Mar Mediterráneo.
A pesar de ello, aún conserva importantes valores naturales como son las importantes comunidades de iberoafricanismos y endemismos botánicos presentes en diferentes partes del territorio.
Por otro lado, los ecosistemas del Mar Menor y espacios asociados a este como saladares, salinas e islas, son de importancia vital para la supervivencia de ciertas especies amenazadas como la gaviota de Audouin o el fartet.

#### Flora
El Campo y las sierras litorales de Cartagena concentran una de las mayores biodiversidades botánicas de la península ibérica. Junto con las especies propias del bosque mediterráneo, como el pino carrasco, el lentisco, la coscoja o el palmito, podemos encontrar una gran cantidad de especies endémicas y singulares.
Así, el Campo de Cartagena cuenta con cuatro endemismos botánicos exclusivos:
- La siempreviva de Cartagena (Limonium carthaginense). Presente en la sierra minera. Adaptada a crecer en suelos con alta concentración de metales pesados y sal.
- La Zamarrilla de Cartagena (Teucrium carthaginense).
- El garbancillo de Tallante (Astragalus nitidiflorus). Una de las especies más amenazadas de la flora cartagenera. Considerado extinguido, se redescubrió en 2004 por el biólogo cartagenero Sergio Martínez Mendoza. Actualmente se está llevando a cabo un programa especial para su conservación.[31]
- La esparraguera del Mar Menor (Asparagus macrorrhizus), especie en peligro crítico de extinción.

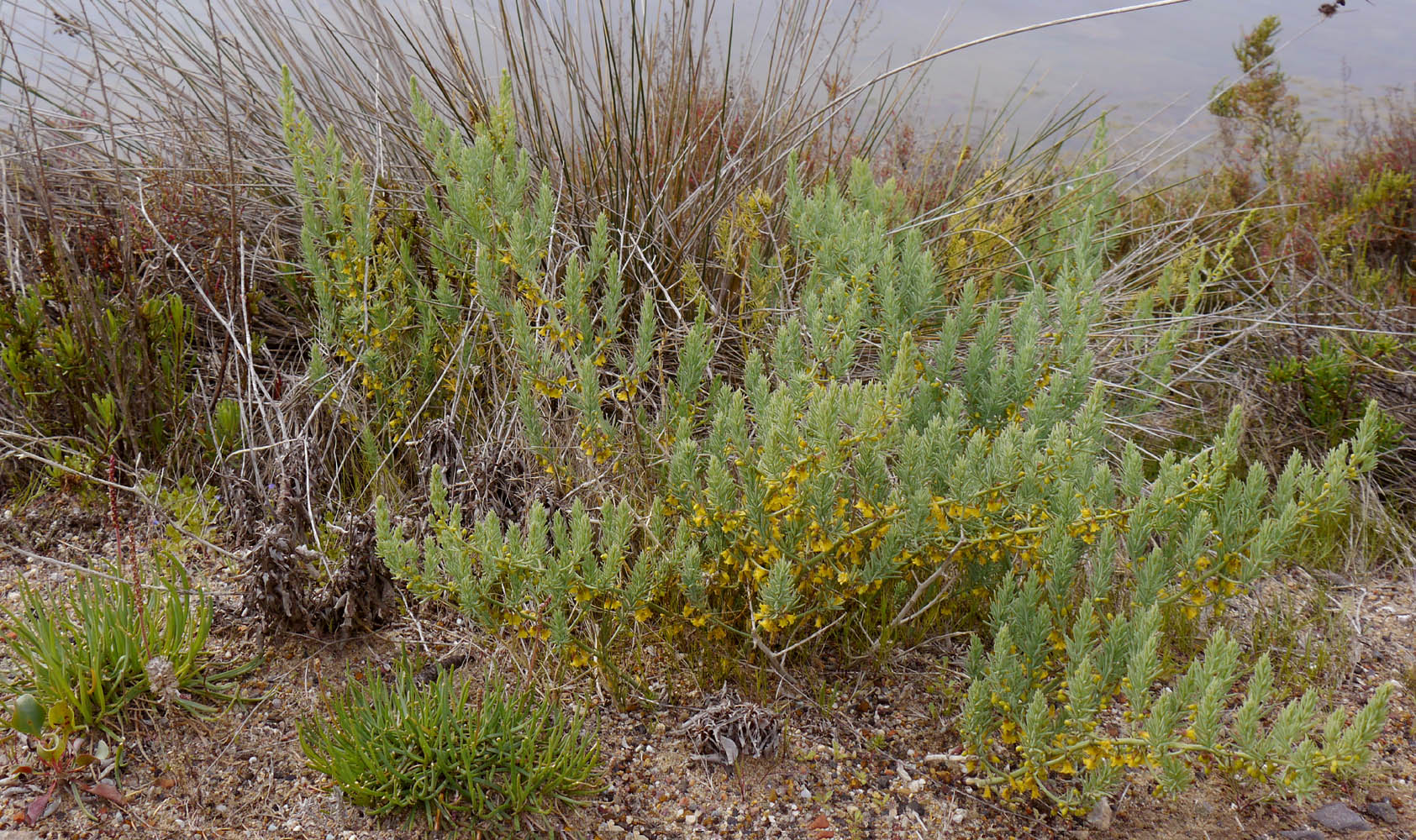
esparraguera del Mar Menor (Asparagus macrorrhizus) en las salinas de Marchamalo.
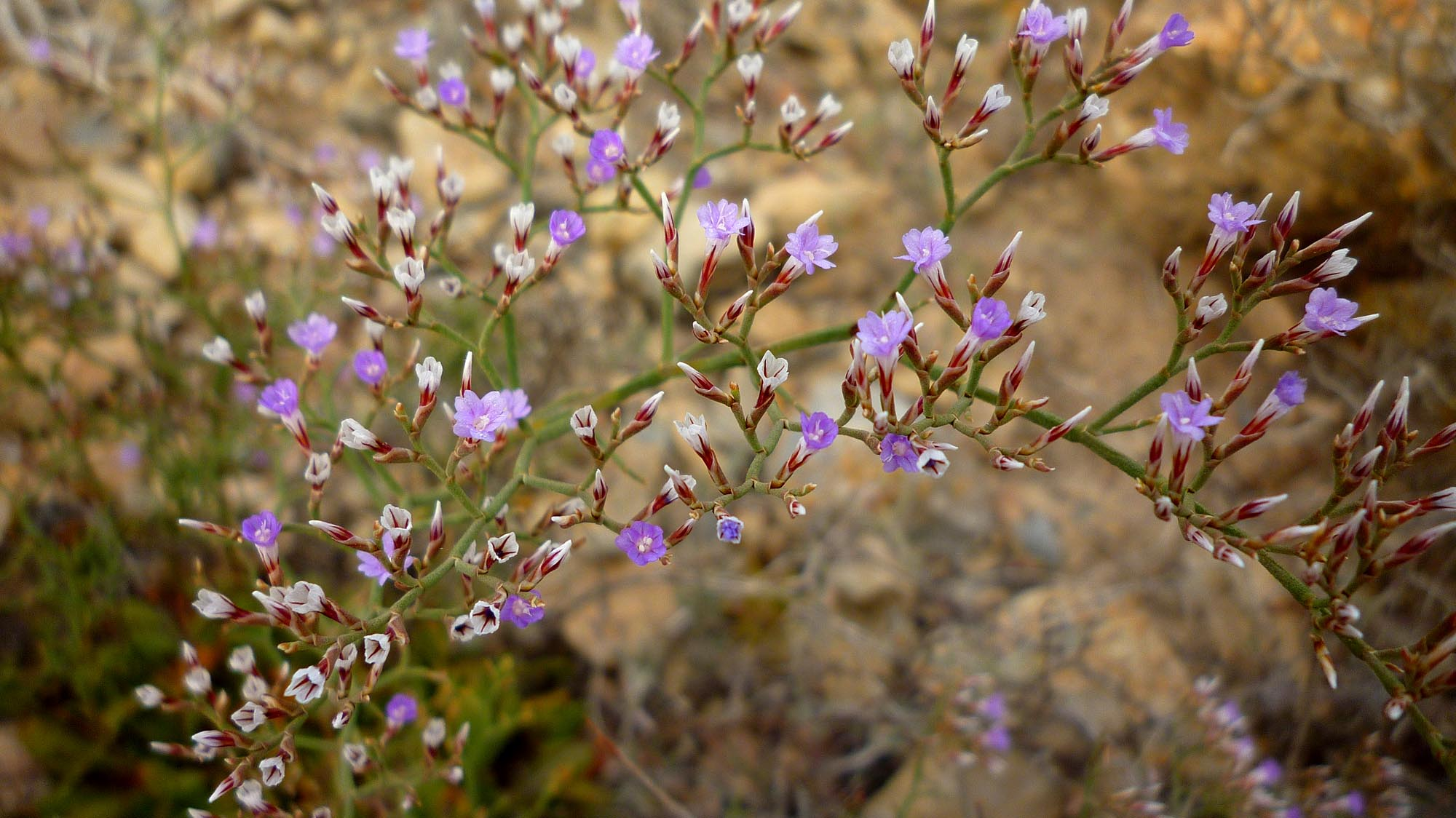
La siempreviva de Cartagena (Limonium carthaginense) en el Monte Roldán.
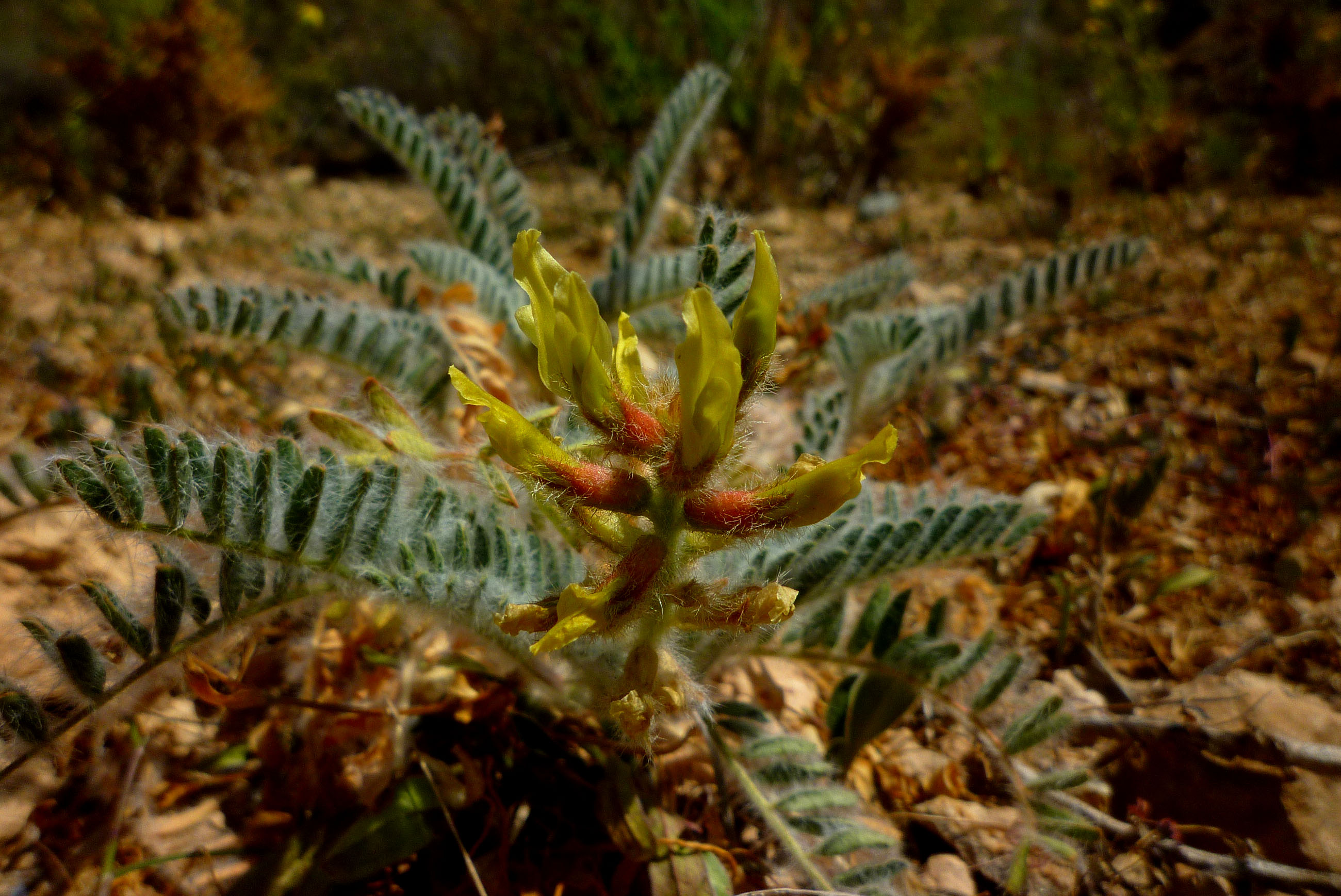
El garbancillo de Tallante (Astragalus nitidiflorus).
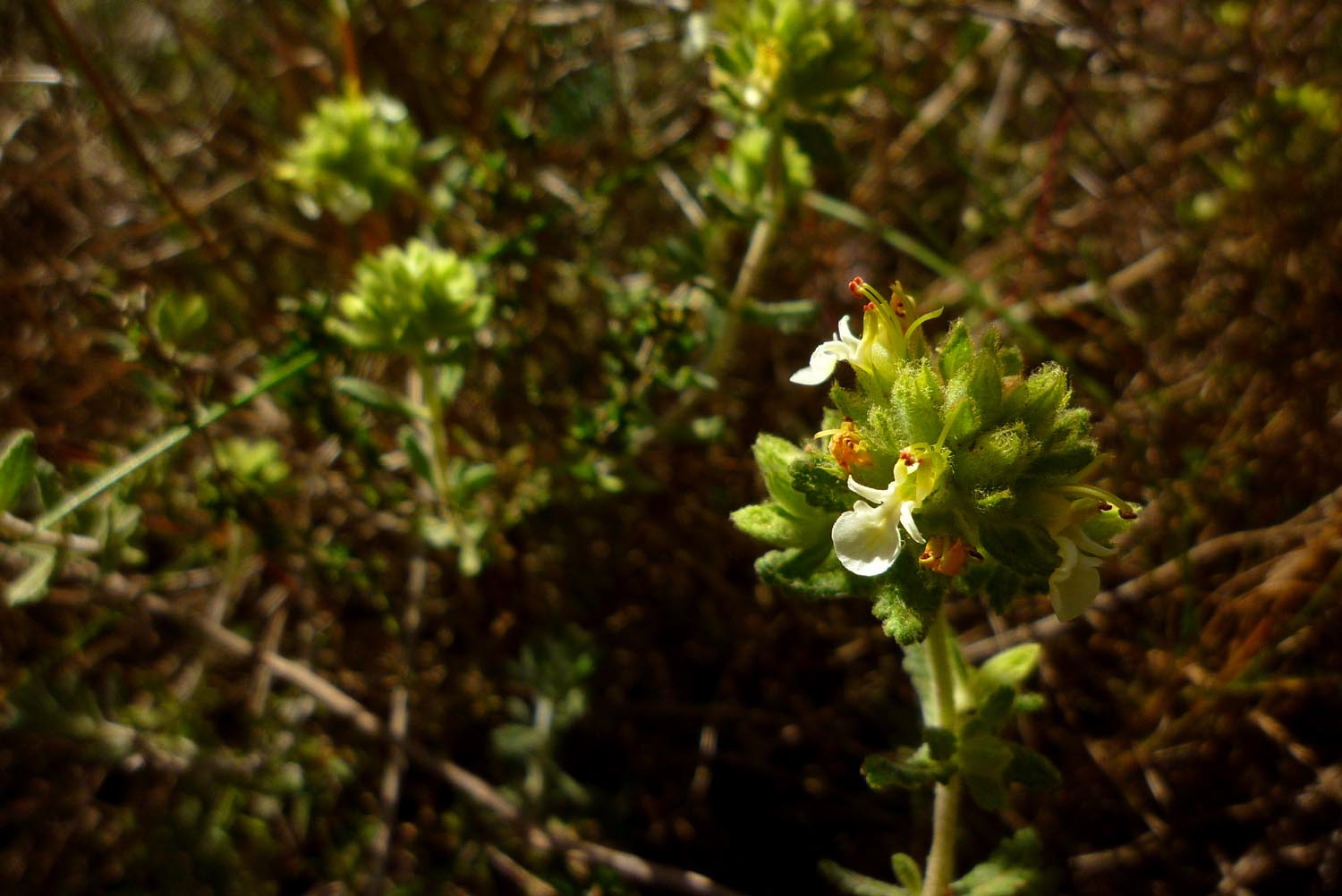
La Zamarrilla de Cartagena (Teucrium carthaginense) en la Sierra minera.

Por otro lado, son especialmente destacables los numerosos iberoafricanismos, especies que se encuentran únicamente en las costas meridionales de España (Murcia y Almería principalmente) así como en el norte de África. Se trata de plantas que colonizaron el sureste de España hace unos 5,5 millones de años, durante la denominada crisis salina del Mesiniense, cuando el mar Mediterráneo se desecó por completo y Europa y África quedaron conectadas por tierra. El más representativo es quizás la sabina mora o ciprés de Cartagena (Tetraclinis articulata), un ciprés que sólo crece en el norte de África, la Isla de Malta y en las sierras de Cartagena. Otros endemismos iberoafricanos destacables son: las comunidades de cornical, Arto y oroval, así como las dos especies de chumberillo de lobo, Caralluma europaea y Caralluma munbyana, el azufaifo (Ziziphus lotus) o la aliaga (Calicotome intermedia). Es destacable también la tapenera de la Sierra Minera (Capparis zoharyi), que crece sobre taludes y ruinas de edificios mineros y se distribuye por el norte de África y Oriente Medio. En España solo crece en la Sierra minera de Cartagena-La Unión. Por último, en grave peligro de extinción se encuentran, dentro de estos iberoafricanismos, la jara de Cartagena (Cistus heterophyllus carthaginensis) y la Manzanilla de Escombreras (Anthemis chrysantha).
Otros valiosos endemismos, aunque no exclusivos, son la Varica de San José (Narcissus tortifolius), el ajo negro (Allium melananthum) o la siempreviva morada (Limonium insigne).

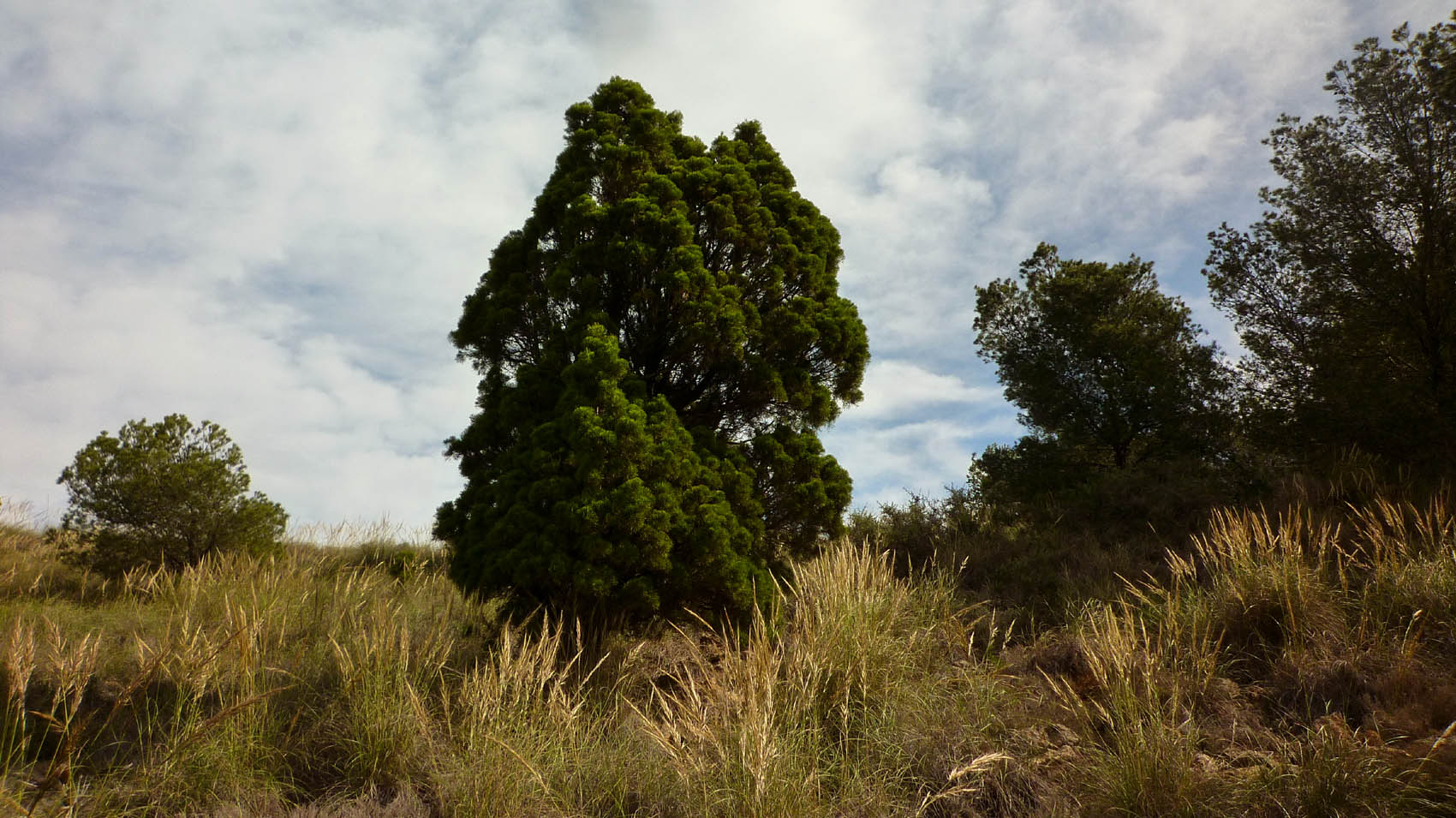
Ciprés de Cartagena (Tetraclinis articulata).
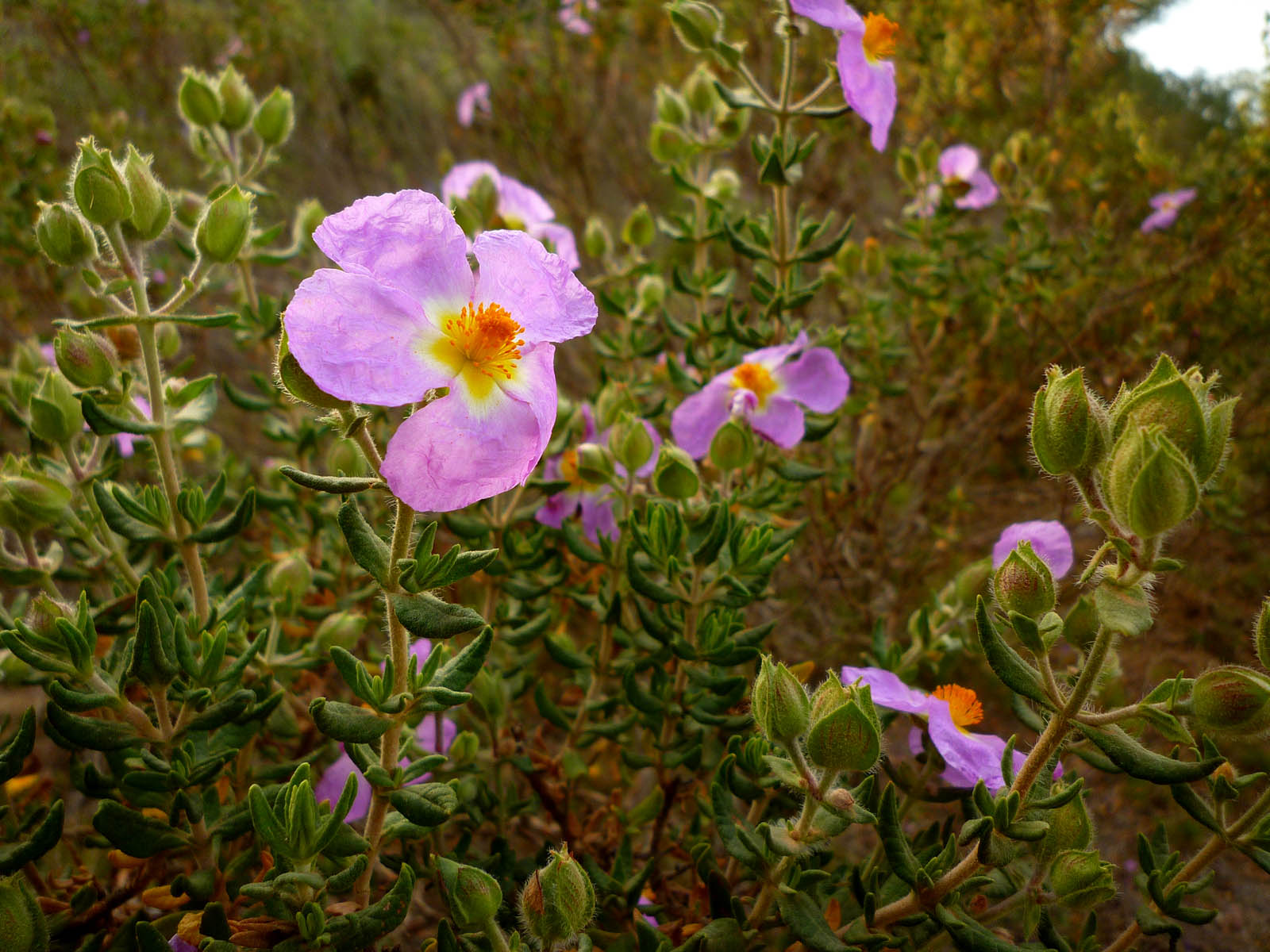
Jara de Cartagena (Cistus heterophyllus).
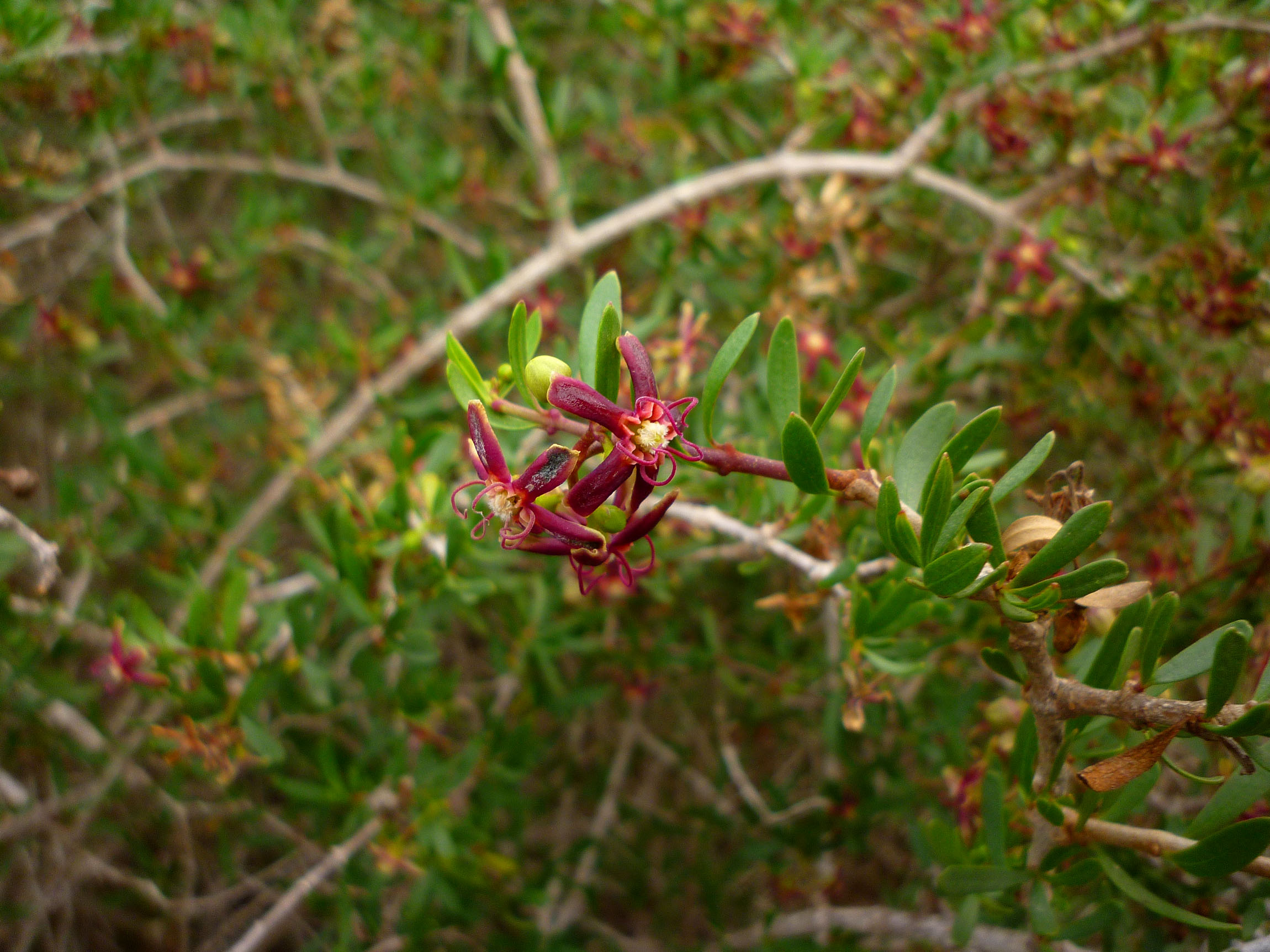
Cornical (Periploca angustifolia).
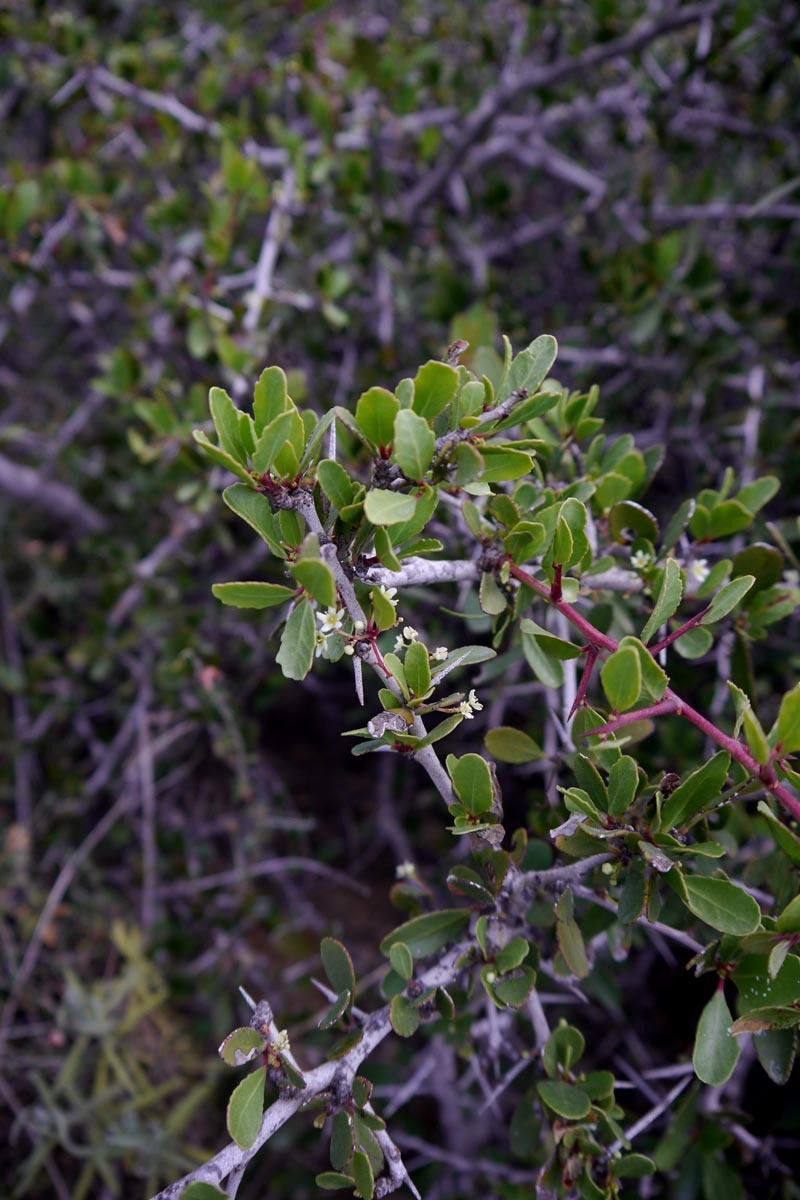
Arto (Maytenus senegalensis).
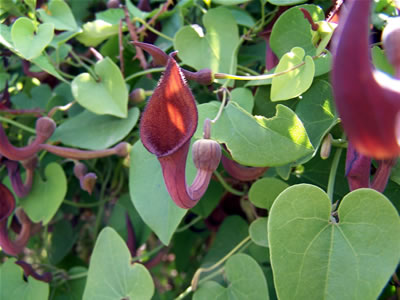
Aristolochia baetica.
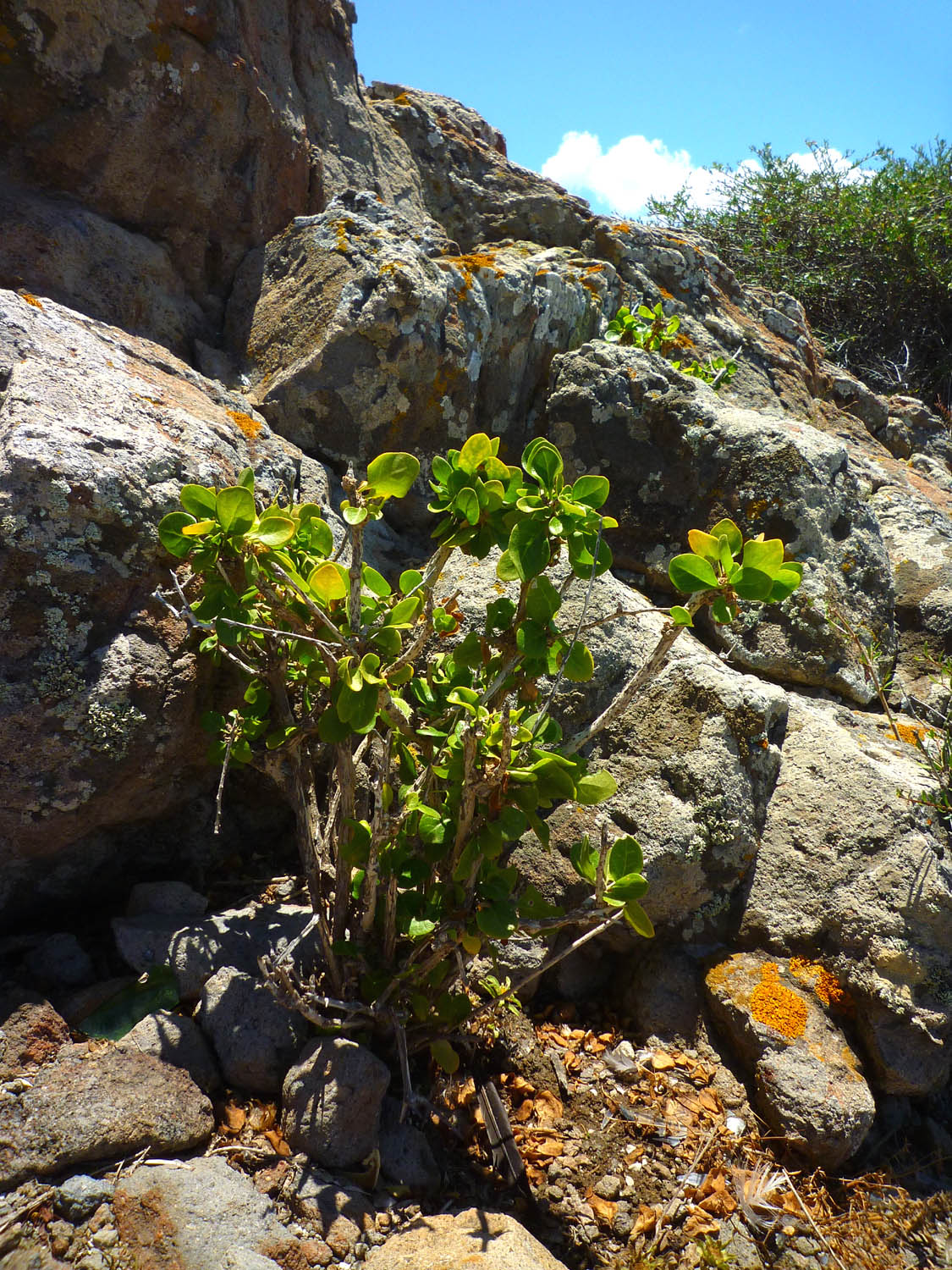
Oroval (Withania frutescens).
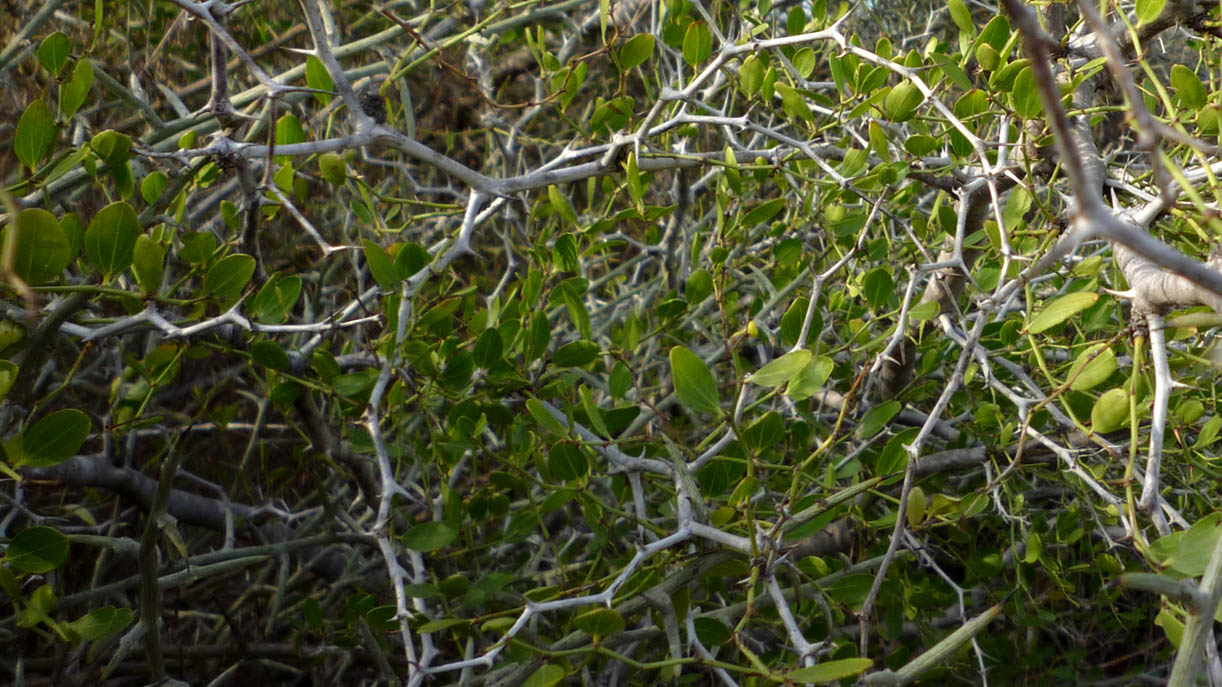
Azufaifo (Ziziphus lotus).
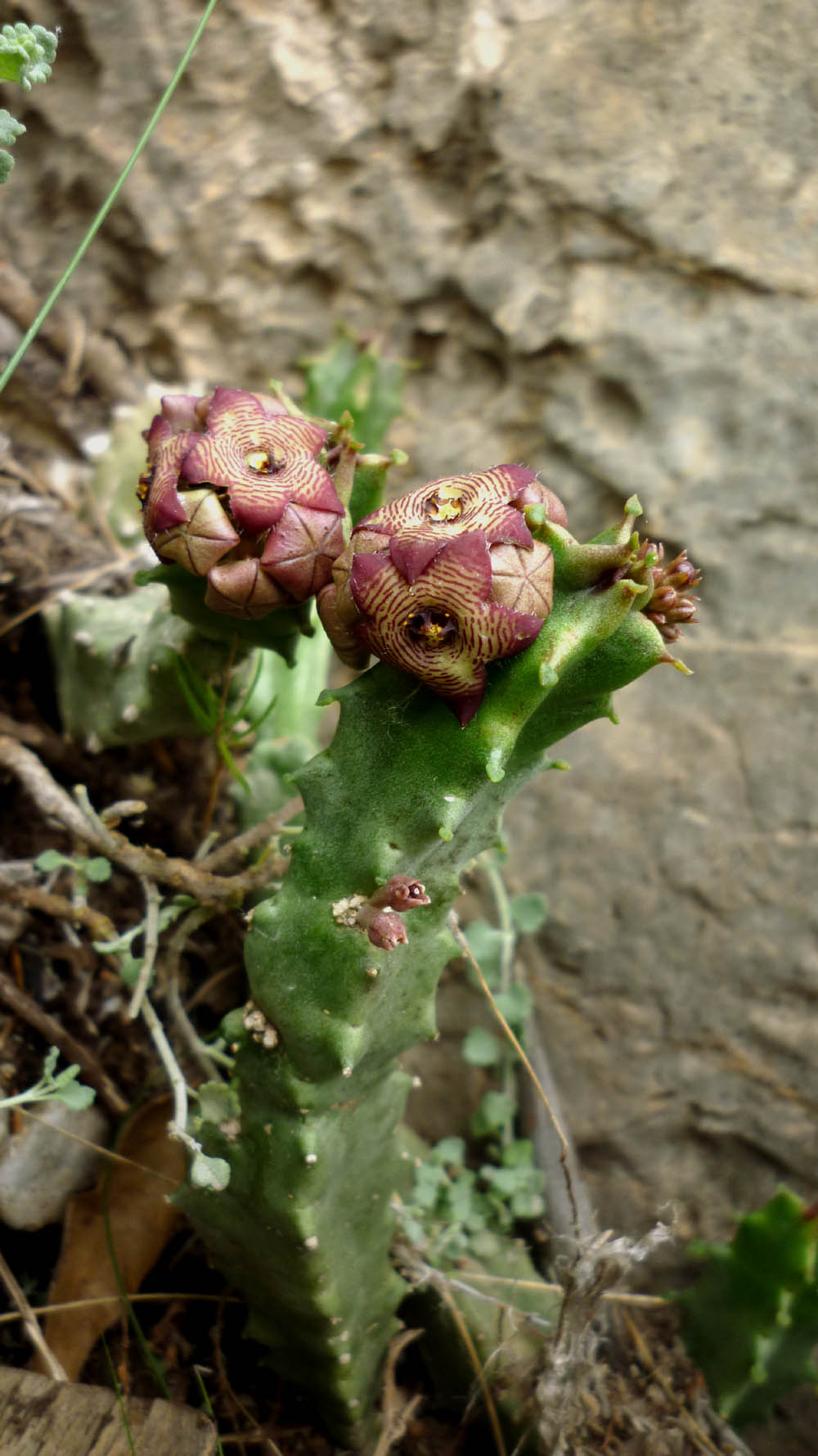
Chumberillo de lobo (Caralluma europaea).
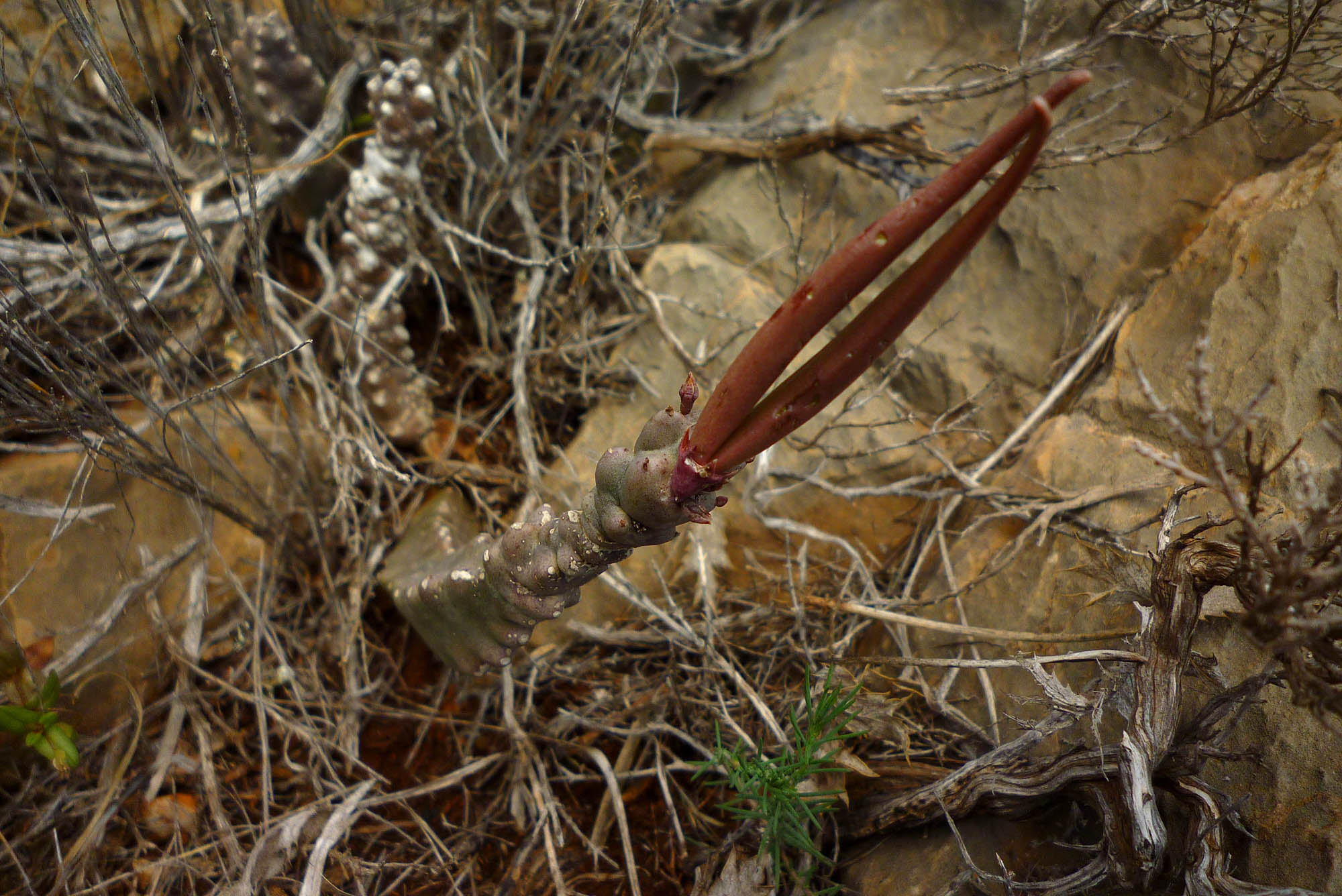
Chumberillo de lobo (Caralluma munbyana)
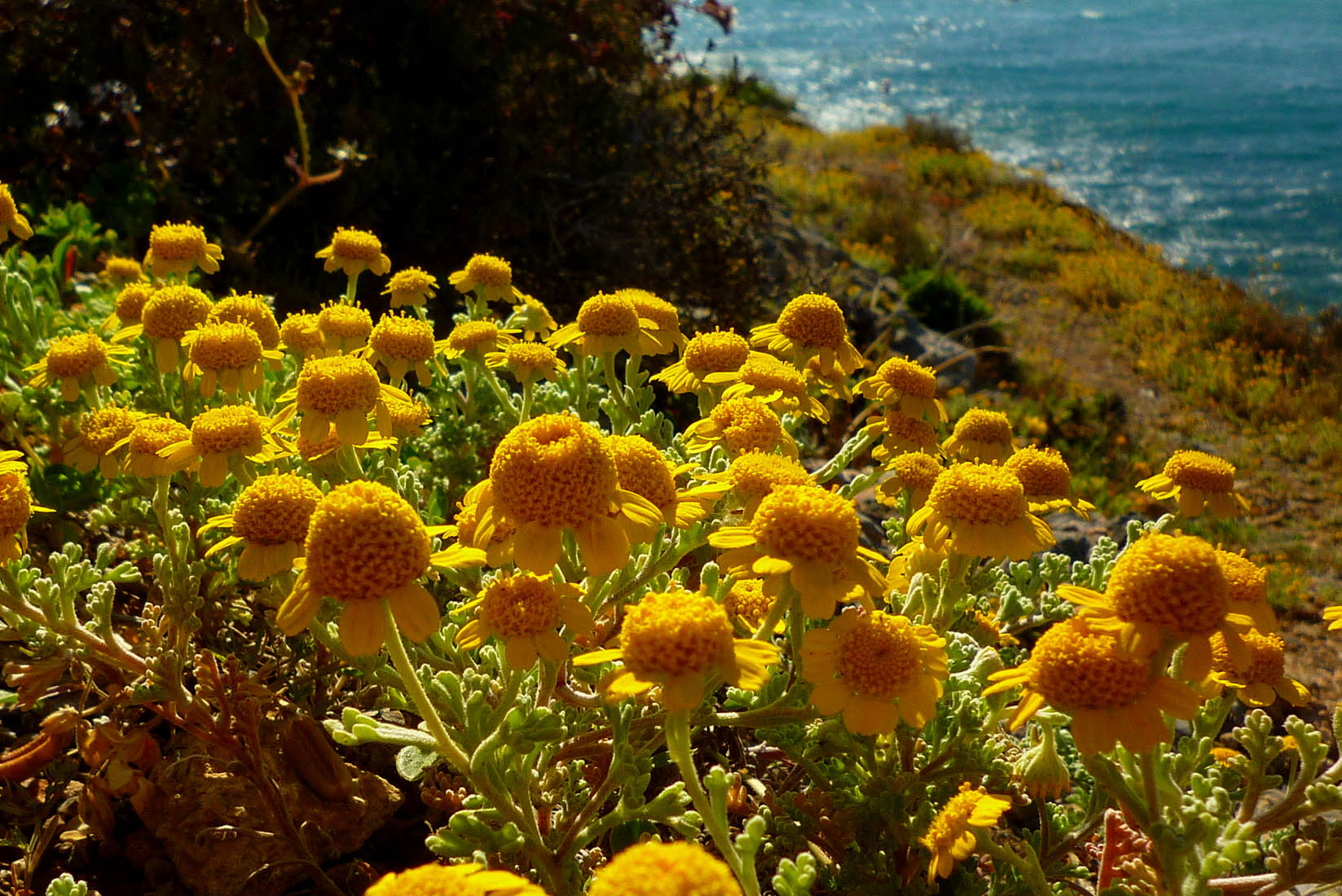
Manzanilla de Escombreras (Anthemis chrysantha)
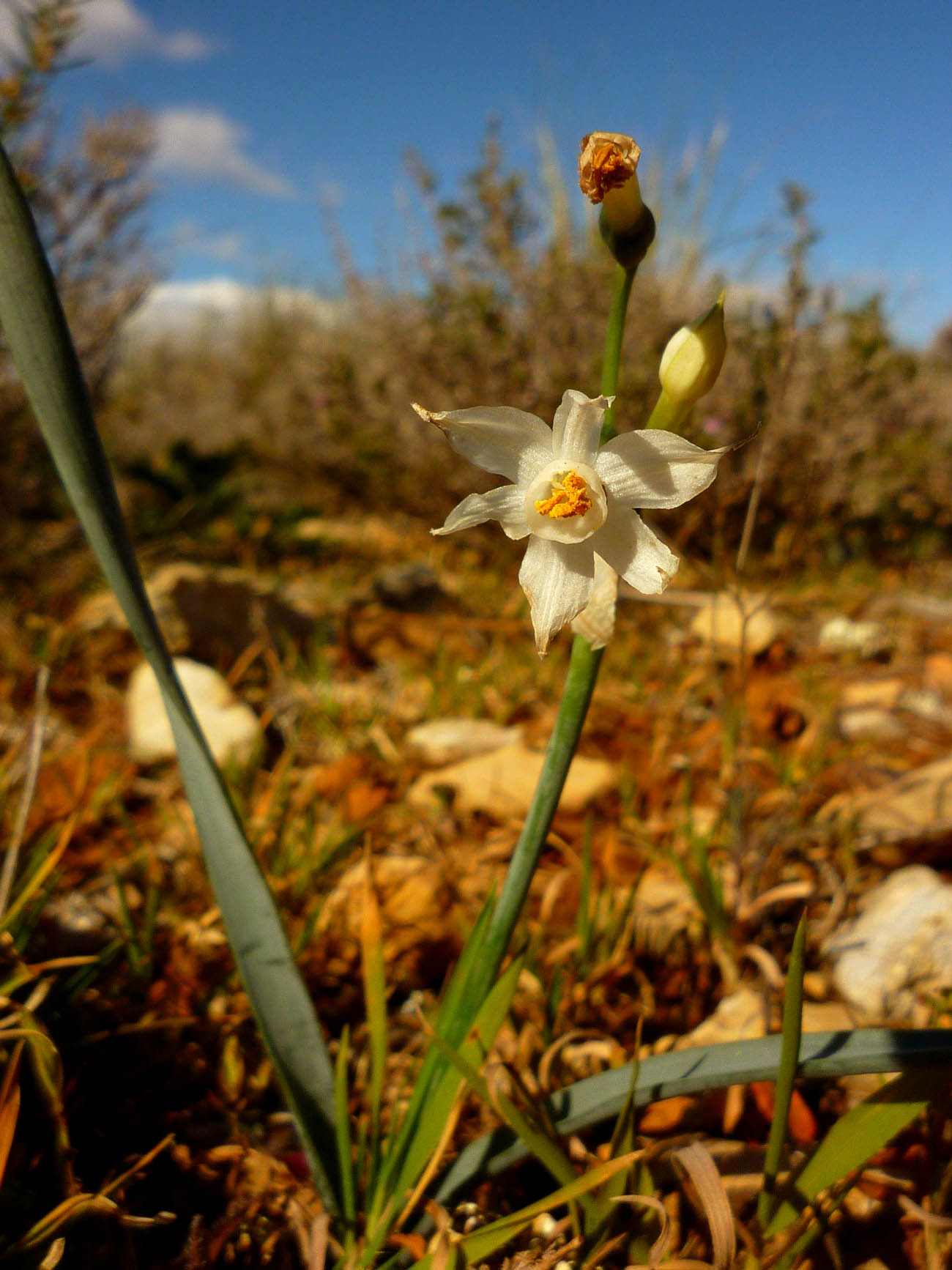
Varica de San José (Narcissus tortifolius).
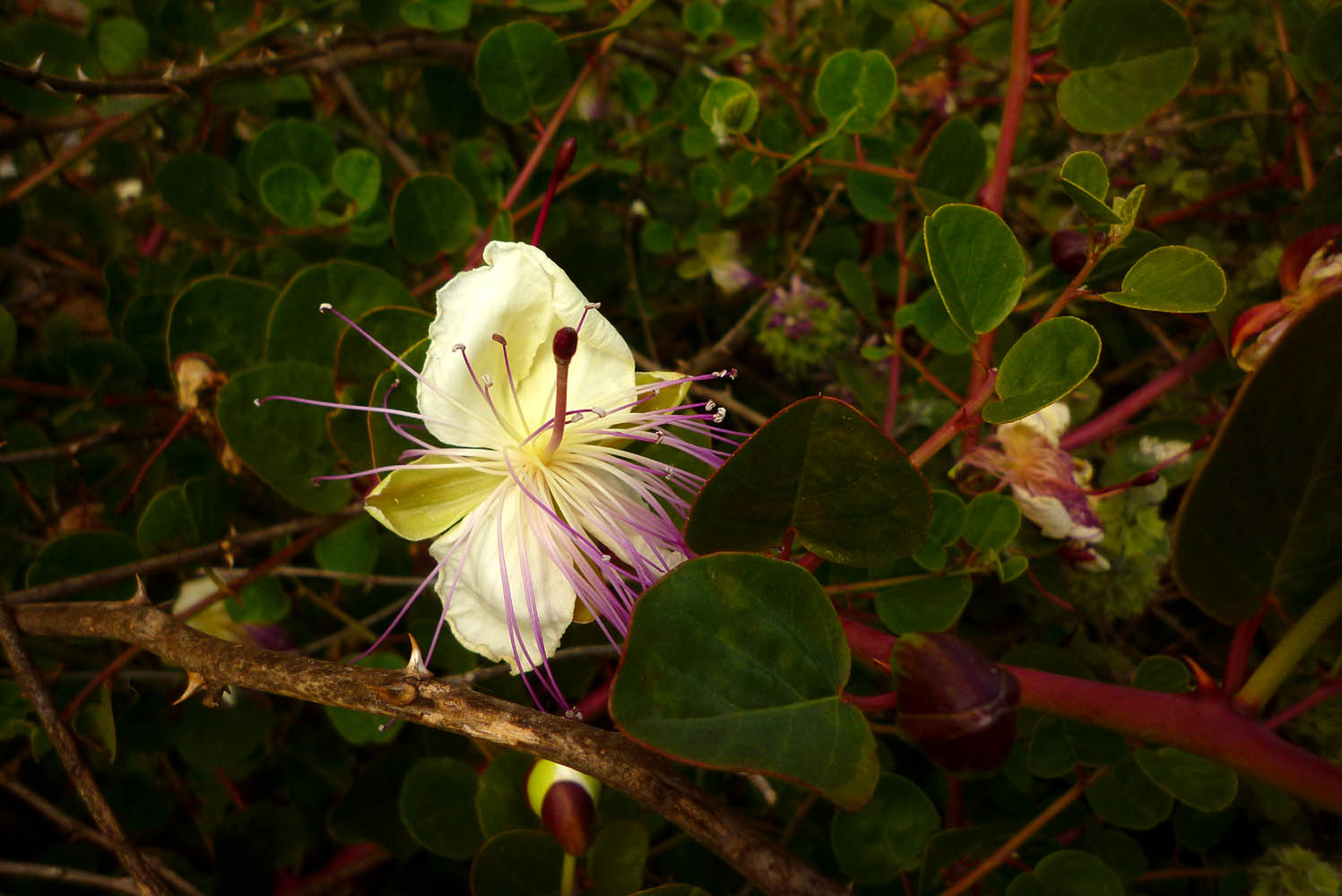
Tapenera de la Sierra Minera (Capparis zoharyi).

#### Fauna
Algunas especies animales presentes en el Campo de Cartagena son especialmente interesantes por encontrarse en situación de riesgo para su conservación. La mayoría de estas especies se concentran en los humedales y espacios anexos al Mar Menor como son el fartet (Aphanius iberus), pez endémico del sureste de España y que habita en aguas muy salinas, el paíño europeo y la amenazada gaviota de audouin.
En las zonas de labor anida la canastera, especie sujeta a diversos proyectos de conservación, y en las zonas montañosas de Fuente Álamo, Cartagena y Mazarrón destaca la presencia de la tortuga mora, especie protegida.

#### Espacios protegidos

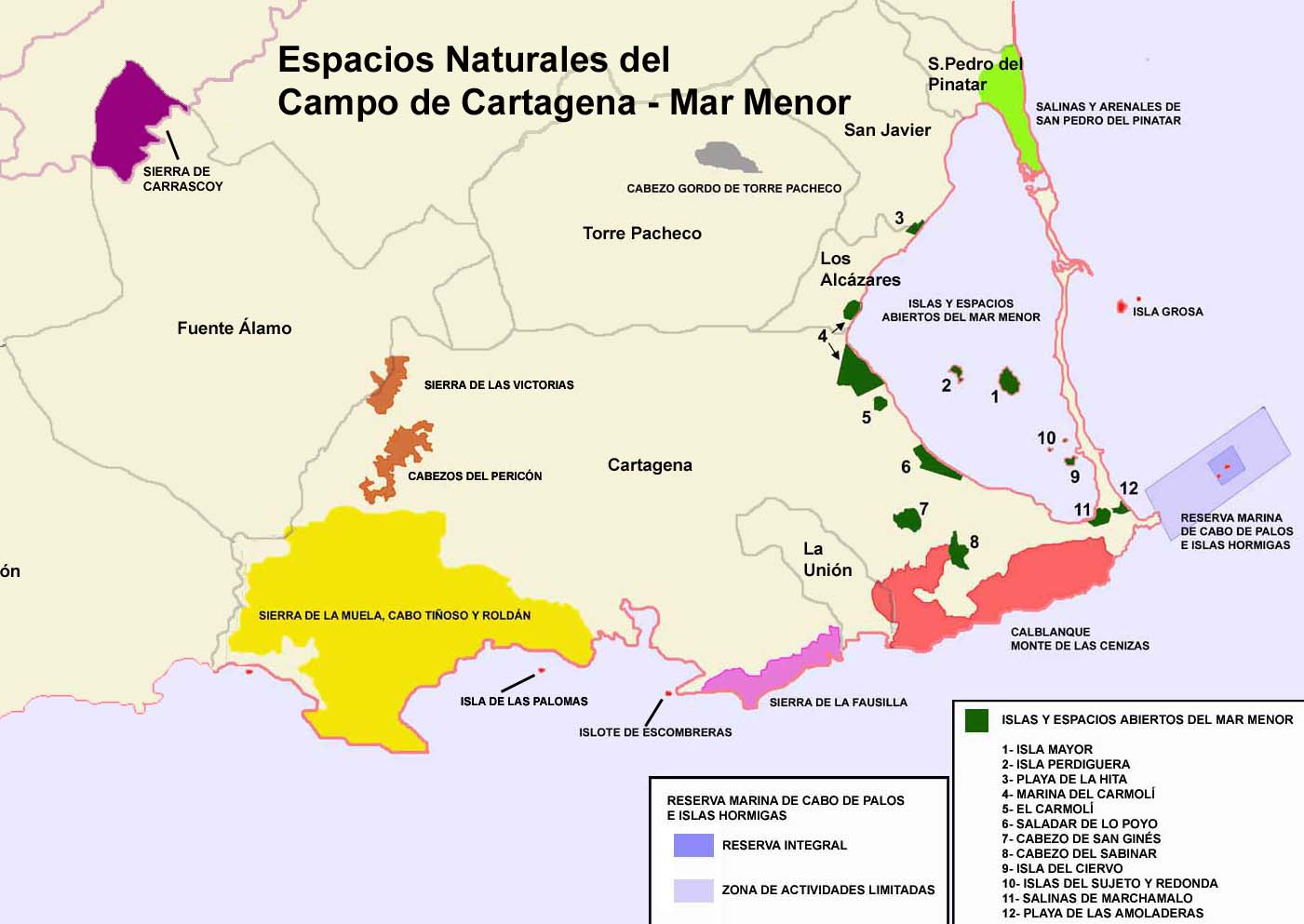
Localización de los espacios naturales del Campo de Cartagena.

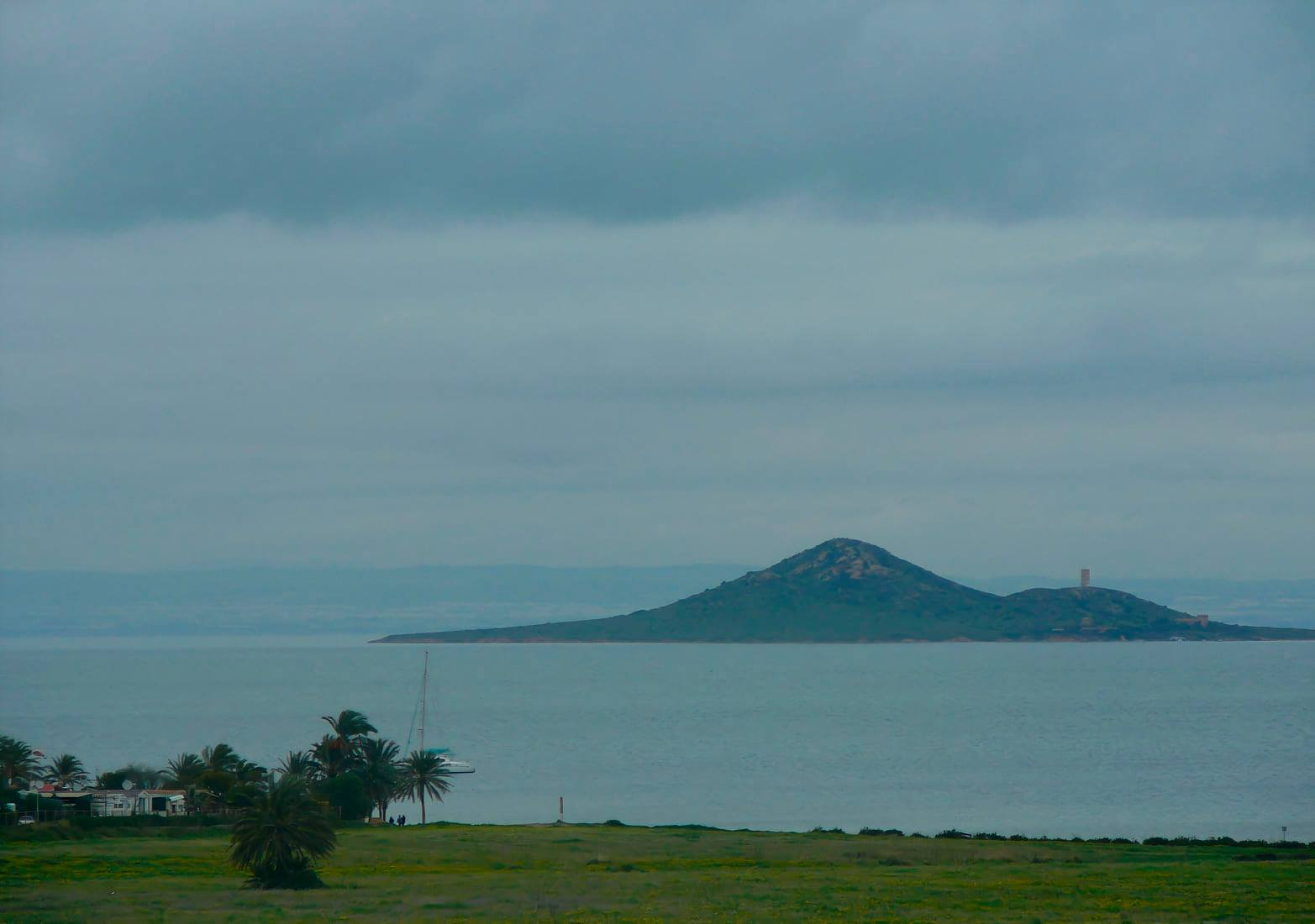
La Isla del Barón, desde el Campo de Cartagena

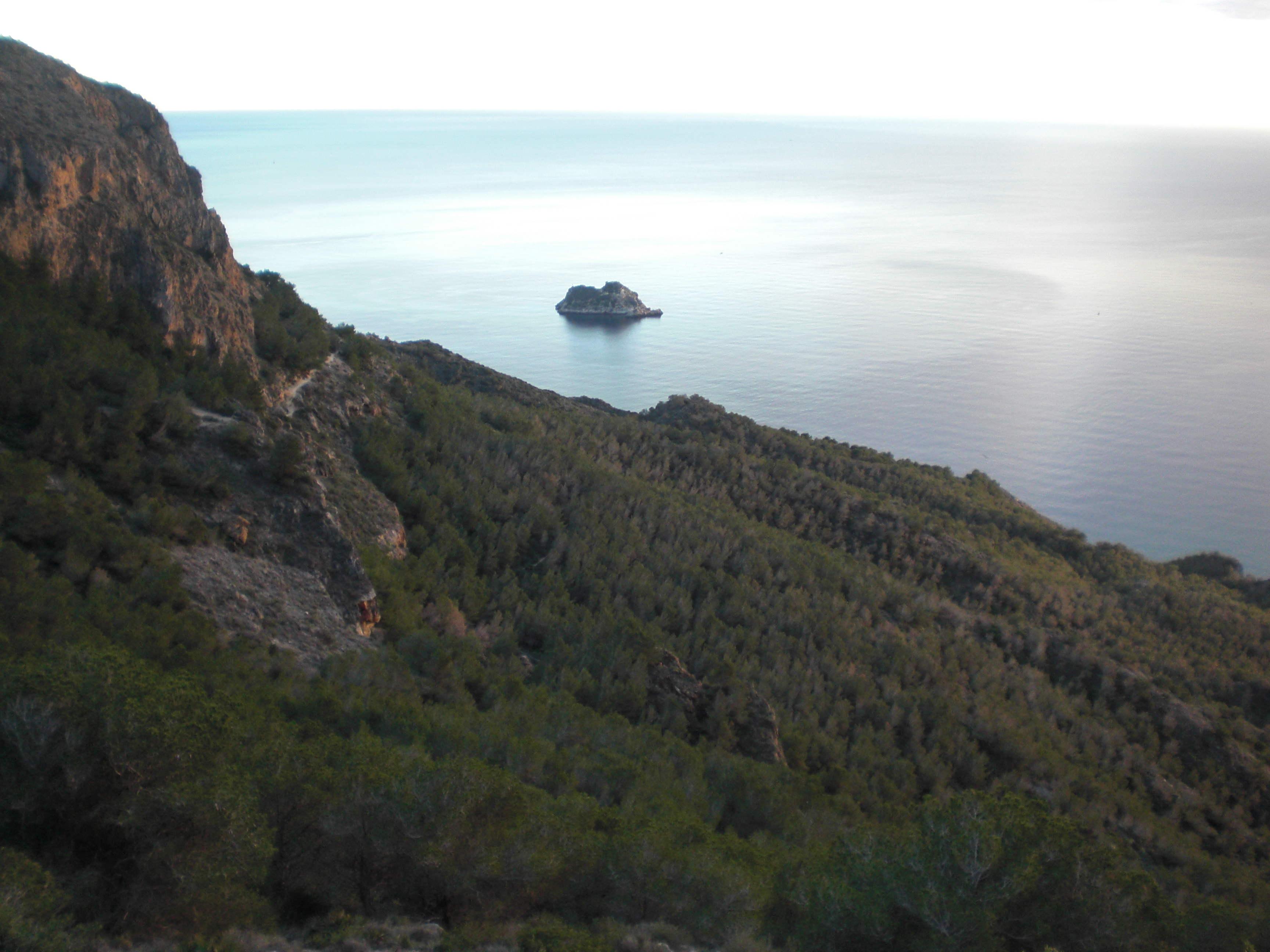
Isla de las Palomas desde el monte Roldán.

La importancia de estos valores botánicos, faunísticos y geológicos ha motivado la protección de diferentes espacios bajo diversas figuras de conservación.
Ecosistemas terrestres:
- Salinas y Arenales de San Pedro del Pinatar. Al norte de La Manga del Mar Menor, en el municipio de San Pedro del Pinatar. Protección como Parque natural y ZEPA
- Espacios abiertos e islas del Mar Menor. Se protegen las cinco islas volcánicas del Mar Menor, así como los salares de Lo Poyo, la playa de La Hita, las salinas de Marchamalo y la marina y monte de el Carmolí. Están protegidos como parque natural. Municipios de Cartagena, Los Alcázares y San Javier.

- Cabezo Gordo de Torre-Pacheco.
- Calblanque, Monte de las Cenizas y Peña del Águila en los municipios de Cartagena y La Unión. Parque natural y LIC
- Sierra de la Muela, Cabo Tiñoso y Roldán. Entre Cartagena, Fuente Álamo y Mazarrón. LIC, ZEPA y Parque natural.
- Sierra de La Fausilla en Cartagena. ZEPA.
- Islas e Islotes del Litoral Mediterráneo. La isla Grosa, Islas hormigas e islote de Escombreras de los municipios de Cartagena y San Javier quedan protegidos como parque natural y ZEPA
- Cabezos del Pericón y Sierra de los Victorias entre los municipios de Cartagena y Fuente Álamo. Protegidos como LIC.
- Sierra de Carrascoy en el norte del municipio de Fuente Álamo se encuentra este espacio protegido que se extiende también por los municipios de Murcia y Alhama de Murcia.

Ecosistemas marinos.
- Mar Menor
- Reserva Marina de Cabo de Palos e Islas Hormigas

#### Acuíferos
El Campo de Cartagena tiene relación con tres masas de agua subterránea: el Triásico de Carrascoy (masa de agua subterránea definida en el vigente Plan Hidrológico con código MASUB 070.055), el Triásico de las Victorias (MASUB 070.054) y la masa de agua llamada propiamente del Campo de Cartagena (MASUB 070.052). Sus aguas son además salobres, no aptas para el riego. Desalobrarlas genera un vertido con concentrado de nitratos de alto riesgo para las masas de agua como el Mar Menor.
El acuífero Triásico de los Victorias está formado principalmente por una formación de mármoles con un espesor superior a 50 m limitado y atravesado por fallas profundas en las que se concentran los materiales permeables.
El Acuífero del Campo de Cartagena, el que abarca mayor superficie de los tres, es un acuífero multicapa, es decir, tiene diferentes niveles permeables, uno sobre otro formados en sucesivos periodos geológicos, generalmente separados por términos arcillosos. Estos tres niveles han sido caracterizados, de menor a mayor profundidad, como Cuaternario, Plioceno y Andaluciense:
- El Cuaternario (Q) del Campo de Cartagena está fundamentalmente constituido por gravas y arenas con un espesor inferior a 30 m que se incrementa en la proximidad a la zona costera, pudiendo llegar a los 150 m.
- El Plioceno (P) del Campo de Cartagena está constituido por arenas y areniscas y su espesor asimismo es muy variable, desde no más de 10 m en el Puerto de San Pedro[38] y Cabezo Gordo, hasta más de 100 m en el sector Lobosillo-La Palma-Los Dolores.
- El Andaluciense (An) del Campo de Cartagena presenta una litología bastante homogénea formada por calizas bioclásticas y calcarenitas aunque sus afloramientos permeables más septentrionales están formados por arenas y areniscas. Su espesor medio es de unos 125 m, aumentando ligeramente hacia el este, si bien, en la zona costera entre Santiago de la Ribera y Los Alcázares, está ausente por causas tectónicas. Cuando se presenta en facies carbonatada (al norte de la línea Los Alcázares-Torre Pacheco-Los Ruices) se separa del Plioceno por un espesor de unos 100 m de margas.

## Historia

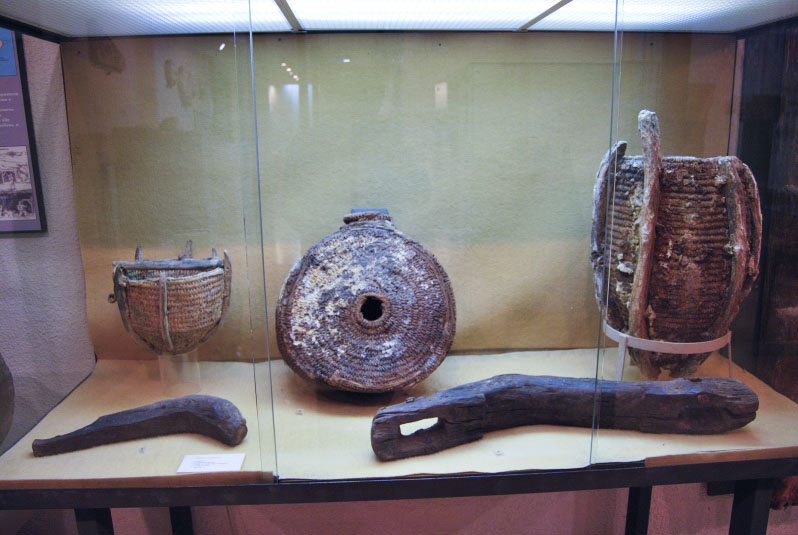
Útiles de la minería de época romana fabricados de esparto. Museo Arqueológico Municipal de Cartagena.

En la antigüedad, según Plinio el Viejo y Estrabón, toda la zona del Campo de Cartagena era conocido como Campus Spartarius, debido a la abundancia de esparto que era tratado y comercializado por todo el Mediterráneo. La propia ciudad de Cartagena adoptaría durante el siglo V el nombre de Carthago Spartaria.

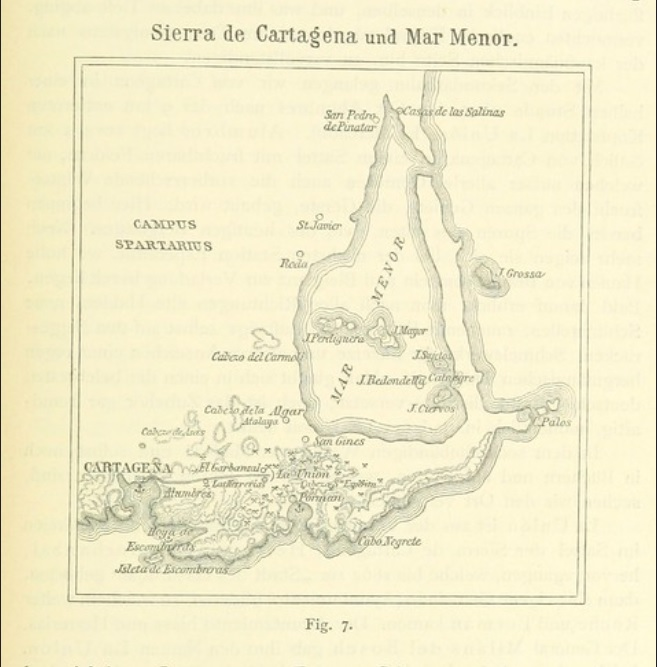
Mapa de la Sierra minera de Cartagena- La Unión y el Mar Menor

Tras la reconquista castellana en el siglo XIII, la mayor parte del Campo de Cartagena se divide entre los concejos de Cartagena y Murcia usando como línea divisora de ambos concejos la rambla de El Albujón. Una pequeña parte del sector occidental quedó bajo jurisdicción del concejo de Lorca.
Durante toda la Edad Media y el siglo XVI son muy frecuentes los pleitos entre ambos concejos de Murcia y Cartagena por el control del Campo de Cartagena y especialmente de las encañizadas y pesquerías del Mar Menor.
En 1572 el rey Felipe II concede a Mazarrón el título de Villa de Mazarrón, constituyéndose en municipio independiente del de Lorca.
En julio de 1700 el rey Carlos II extendió Real Cédula por la que se constituía la Villa de Fuente Álamo con terrenos de los concejos de Murcia, Cartagena y Lorca.
En 1836 se segregan del término municipal de Murcia los ayuntamientos de Torre-Pacheco, San Pedro del Pinatar y San Javier.
En 1860 las diputaciones de El Garbanzal, Herrerías y Portmán decidieron secesionarse de Cartagena y constituyeron el ayuntamiento de El Garbanzal que pasó a denominarse La Unión en 1868.
El último ayuntamiento instaurado en el Campo de Cartagena fue el de Los Alcázares que se constituyó en 1983 con territorios de Torre-Pacheco y San Javier.
En el pasado, otros pueblos o diputaciones del Campo de Cartagena fueron constituidos en ayuntamientos independientes, como es el caso de Pozo Estrecho o La Palma en 1813 o El Algar (1821-1823). Algunos vecinos de estas diputaciones reclaman en la actualidad su independencia municipal.

## Demografía
Población de los municipios (o pedanías de otros municipios) comprendidos dentro del Campo de Cartagena (incluyendo a Mazarrón que no forma parte del mismo), ordenados por su distancia a Cartagena, y que forman su área metropolitana. Cartagena es el 23.er municipio de España por número de habitantes, mientras que el Campo de Cartagena es la 16.ª área metropolitana de España.
| Municipio                     | Población (2024) | Superficie (km²) | Densidad de población (hab/km²) |
| ----------------------------- | ---------------- | ---------------- | ------------------------------- |
| Cartagena                     | 219 777 hab.     | 558, 08          | 391,06                          |
| La Unión                      | 21 153 hab.      | 24, 6            | 772, 72                         |
| Torre-Pacheco                 | 40 074 hab.      | 189, 4           | 179, 04                         |
| Los Alcázares                 | 19 506 hab.      | 19, 82           | 819, 93                         |
| Murcia (Pedanía de Lobosillo) | 3 357 hab.       | 12, 16           | 271, 55                         |
| San Javier                    | 35 872 hab.      | 74, 2            | 439, 91                         |
| Fuente Álamo                  | 18 719 hab.      | 273              | 59,25                           |
| San Pedro del Pinatar         | 28 706 hab.      | 22, 32           | 1088, 04                        |
| Mazarrón                      | 35 099 hab.      | 318, 7           | 111, 1                          |
| Resto                         | 9 510 hab.       | 362, 86          | 26, 21                          |
| Total                         | 431 773 hab.     | 1 855,14 km²     | 232,75 hab/km²                  |

La densidad de población del Campo de Cartagena, 223,19 hab/km², es superior a la media de la Región de Murcia (133,57 hab/km²).
Evolución demográfica del Campo de Cartagena desde 1900
Fuente: INE
Nota: Entre 1900 y 2001 solo se incluye la población de la comarca administrativa de Cartagena, a partir de 2011 se incluye también la población de las pedanías del Campo de Murcia.

## Etnografía

### Los molinos de viento

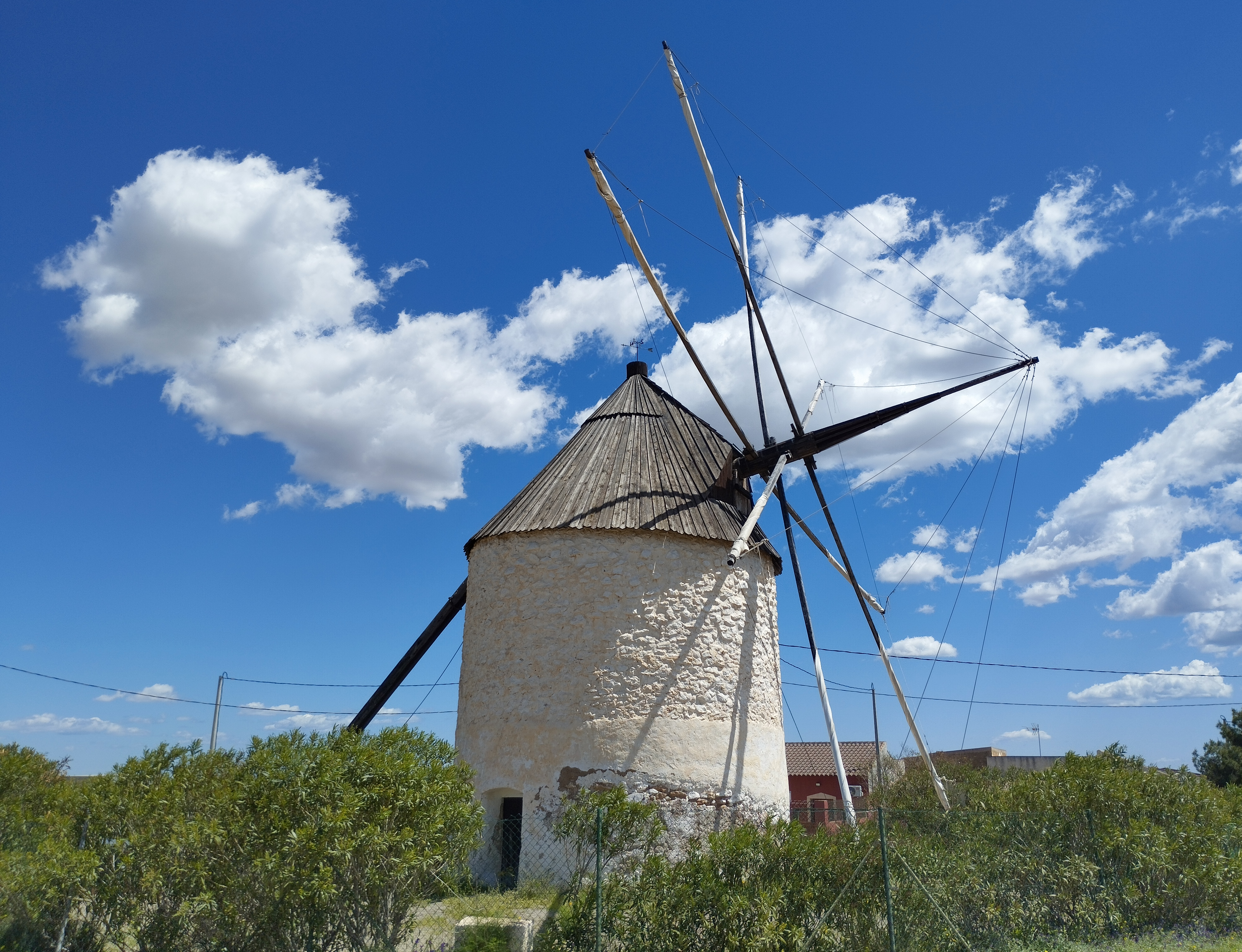
Molino harinero en Cartagena.

Una de las construcciones más típicas del Campo de Cartagena son los molinos de viento que abundan por todo el paisaje de la comarca desde Cartagena hasta el inicio de la Sierra de Carrascoy. Están todos protegidos como Bien de Interés Cultural (B.I.C.) aunque la mayoría se encuentran en estado de ruina debido al desuso.
La característica principal y lo que los diferencia de otros molinos de viento es la utilización de la vela latina.
Había molinos de tres tipos: para la molienda de la harina (harineros), para la molienda de la sal (salineros) y para la extracción de agua.

### Gastronomía
La gastronomía del Campo de Cartagena está íntimamente ligada a su producción agraria propia de tierras de secano y a la explotación pesquera.
Se relacionan a continuación algunos de los productos más típicos:

#### Comidas
- Caldero
- Michirones
- Tocino de cielo
- Conejo al ajo cabañil
- Mújol a la sal
- Caracoles chupaeros
- cabrito al horno
- Embutidos caseros

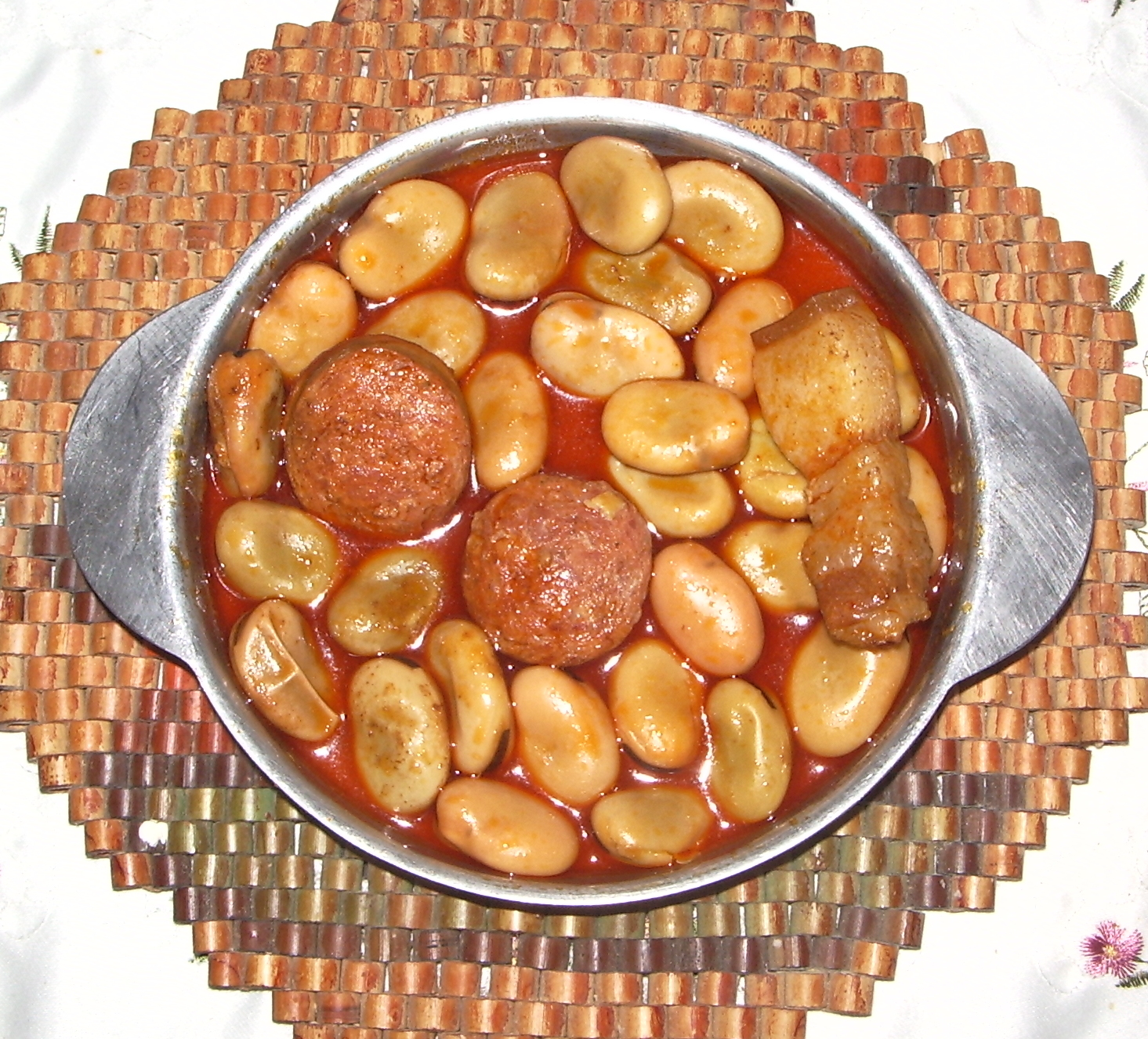
Una tapa de michirones.

- Salazones de pescado, como la mojama con tomate fresco
- Crespillos
- Migas de pan con longaniza
- Migas de harina de trigo o gachasmigas

#### Bebidas
- Bebidas típicas mineras: láguena (mezcla de anís y vino dulce a partes iguales) y el reparo (brandy y vino dulce a partes iguales).
- El asiático: un café con licor 43, brandy y leche condensada

### Vitivinicultura

Extensión de la denominación "Vinos de la tierra del Campo de Cartagena".

En los municipios de Torre-Pacheco, Fuente Álamo, La Unión y Cartagena existe producción vitivinícola de vinos tintos y blancos amparados bajo la denominación de vinos de la tierra.

### Folclore
Algunos colectivos vecinales del Campo de Cartagena, como el Grupo Folklórico 'Ciudad de Cartagena' de La Palma se han dedicado en los últimos años a recuperar los bailes y cantes tradicionales tales como las cartageneras, boleros, las jotas, las levanticas, las malagueñas, etc., así como el vestuario y tradiciones populares de la comarca.
En el siglo XIX, con la apertura de yacimientos mineros en el siglo XIX, miles de obreros andaluces, especialmente de las provincias de Granada y Almería, emigraron a Cartagena y La Unión para trabajar en las minas. Con ellos llegó también a la zona el cante flamenco.
De la malagueña, la granaína y el taranto de Almería, palos herederos del fandango, traídos por los obreros andaluces y su contacto con los fandangos locales, nacieron los denominados cantes minero-levantinos. Los más destacables son:
- La taranta. Cante difícil, largo y de profunda hondura procedente del fandango almeriense.
- La minera: Cante también difícil y hondo basado en las penalidades del trabajo en la mina.
- La cartagenera: Procede del "aflamencamiento" de los fandangos locales del siglo XVIII. No trata temas mineros.
- El fandango minero.
- La levantica.
- La murciana.

Desde el año 1961 se celebra en La Unión todos los meses de agosto el Festival Internacional del Cante de las Minas. En este festival se rememoran aquellos cantes, que sufridamente alzaban los antepasados mineros durante su largo día de trabajo dentro de la mina y se ha convertido en uno de los festivales más importantes del mundo del flamenco en España.

### Deportes tradicionales
En la comarca se desarrollan deportes, que aunque minoritarios, gozan de una gran tradición desde hace varias décadas. Estos deportes se caracterizan por tener peculiaridades propias de la zona, únicamente practicados en ella. Entre los deportes que podríamos nombrar como tradicionales destacan los siguientes:
- Bolos cartageneros: Practicados en mayor medida en los términos municipales de Cartagena y La Unión.
- Caliche: Deporte en el que se derriba una figura cílindrica de unos veinte centímetros (Caliche) mediante el lanzamiento de piezas metálicas (moneos).

### Museos etnográficos

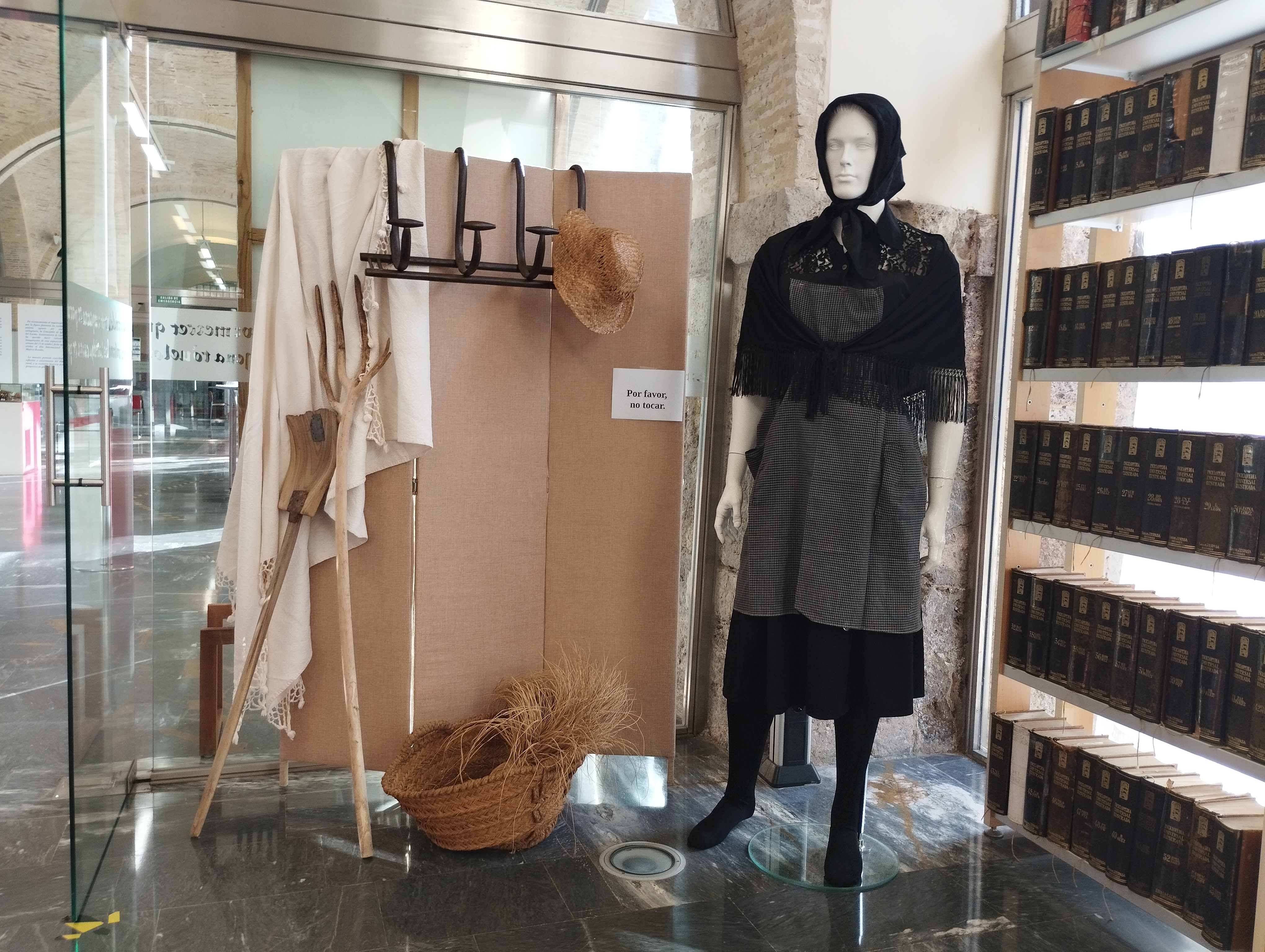
Utensilios y vestimenta tradicional femenina del Campo de Cartagena, en una exposición temporal del Archivo Municipal de Cartagena.

Mucha de la riqueza de costumbres y tradiciones del Campo de Cartagena han sido recogida en diferentes museos repartidos por la comarca. Los más destacables son:
- El Museo etnográfico de Roldán.
- El Museo regional del Bolillo en La Palma.[55]
- El Museo del Mar de San Pedro del Pinatar. Con colecciones de mapas cartográficos y maquetas de artes de pesca típicas del Mar Menor.
- El Museo etnográfico del Campo de Cartagena. Situado en Los Puertos de Santa Bárbara en la zona oeste del municipio de Cartagena.[56]
- El Museo del agua del Campo de Cartagena en Fuente Álamo. Situado en un aljibe abovedado de 600 m² construido en 1883. Muestra herramientas y maquinaria relacionada con el uso del agua en el Campo de Cartagena.

## Economía

### Economía tradicional
Al carecer de cursos de agua permanentes, la agricultura del Campo de Cartagena estaba tradicionalmente basada en los cultivos de secano: cereales, olivo, almendro y algarrobo principalmente.
Hasta el siglo XIX estaba muy extendido el cultivo de la vid, pero la plaga de filoxera hizo que se tuvieran que arrancar todas las viñas. Actualmente ha vuelto a recuperarse la viticultura con la plantación de nuevas cepas y se ha mejorado mucho la calidad y producción del vino del Campo de Cartagena.

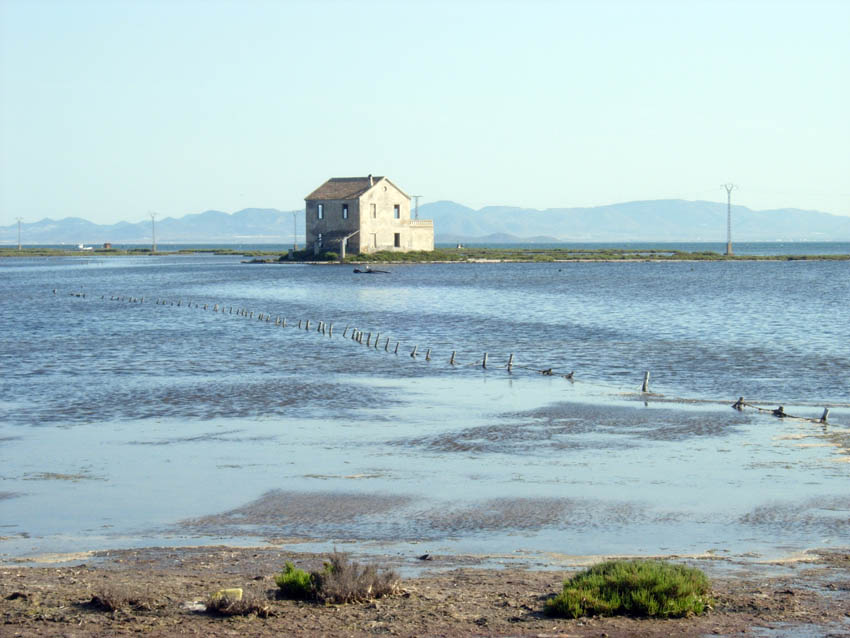
Resto de una antigua encañizada en San Pedro del Pinatar.

Otros cultivos tradicionales eran el de la sosa y la barrilla de las que se obtenía la sosa cáustica que era exportada para la fabricación de jabón y vidrio. Otra planta explotada con fines industriales desde tiempos inmemoriales es el esparto.
La extracción de agua de niveles freáticos por medio de los molinos permitió el cultivo de algunas especies de regadío como habas, guisantes, melones, sandías, pimientos y tomates, productos que se utilizaban para la subsistencia ya que se trataba de una agricultura de bajo rendimiento.
Otro de los recursos tradicionales para la subsistencia en el Campo de Cartagena fue la pesca, especialmente en el Mar Menor. En el Mediterráneo y Mar Menor se pescaban la dorada, la anguila, el mújol, la lubina y el casi desaparecido y muy apreciado langostino del Mar Menor. Una de las formas tradicionales y típicas de pesca en el Mar Menor eran las encañizadas que se situaban en las golas o canales de comunicación entre el Mar Menor y el Mediterráneo. El uso de estas encañizadas está documentado desde el siglo XVI y fue fuente de numerosos conflictos entre los concejos de Murcia y Cartagena por su control ya que suponía una buena fuente de ingresos. La conservación del pescado se realizaba fundamentalmente por medio de la salazón, constituyendo la mojama, la hueva y el bonito actualmente uno de los productos típicos de la gastronomía del Campo de Cartagena.

### Transformación económica delsigloXX
El Campo de Cartagena vivió en el siglo XX una revolución en su estructura económica debido fundamentalmente a:
- La llegada en los años ochenta del agua del trasvase Tajo-Segura que transformó los cultivos de secano en regadíos. El agua del trasvase Tajo-Segura, la benignidad del clima y las transformaciones productivas, tecnológicas y empresariales convirtieron la agricultura del Campo de Cartagena en una de las más productivas y rentables de Europa. Los productos agrícolas del Campo de Cartagena son exportados a todo el mundo, especialmente a los países de la Unión Europea contribuyendo muy positivamente a la balanza comercial de España.[61] La renta de los agricultores del Campo de Cartagena y la de sus ciudades ha aumentado notablemente.[62][63] La economía del Campo de Cartagena supone el 25 % del Valor Añadido Bruto (VAB) -un indicador económico similar al PIB, que excluye los impuestos- de toda la región.[64] El regadío genera 47.400 empleos y un valor de 2800 millones de euros anuales, suponiendo el 37 % del PIB de la comarca.[65]

"Sin el regadío del Campo de Cartagena la estructura socioeconómica de la Región de Murcia se vería seriamente comprometida,afectaría a sectores clave,como son las exportaciones de productos agroindustriales,y se produciría una crisis social de dimensiones similares a la de los años 80 del siglo pasado”.
Joaquín Melgarejo, Universidad de Alicante. Valoración Económica de las actividades agrarias en el Campo de Cartagena.

- El turismo. El turismo de sol y playa generó un crecimiento de todas las localidades costeras del Campo de Cartagena,[66][67] como es el caso de La Manga del Mar Menor, Lo Pagán, Cabo de Palos, Santiago de la Ribera, Los Alcázares, etc. provocando al mismo tiempo graves problemas medioambientales.
- La industria, concentrada fundamentalmente en torno a la ciudad de Cartagena, que vivió un grave proceso de reconversión industrial en los años 80, comenzó a despegar de nuevo a finales de los noventa con la instalación de nuevas industrias tanto en el Valle de Escombreras como en el Parque tecnológico de Fuente Álamo.

Este espectacular crecimiento económico produjo paralelamente una masiva entrada de mano de obra inmigrante no especializada, especialmente de nacionales de Marruecos y Ecuador.

## Monumentos y museos

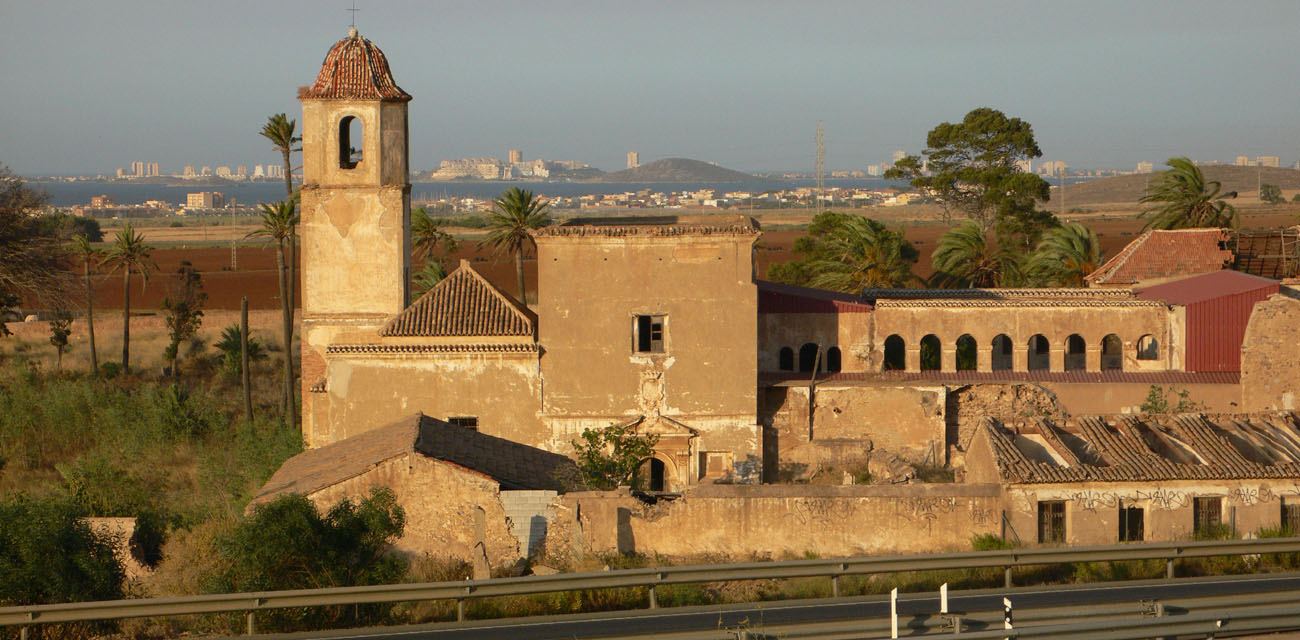
Vista exterior del monasterio de San Ginés de la Jara.

El campo de Cartagena cuenta con valiosos restos de su antiguo pasado. En la ciudad de Cartagena pueden contemplarse numerosos monumentos, museos y restos arqueológicos (Véase Arquitectura en Cartagena). Son mencionables además:
- El monasterio de San Ginés de la Jara
- Los molinos de viento del Campo de Cartagena
- Torres de vigilancia costera

## División administrativa

Comarca del Campo de Cartagena propuesta por algunos autores para la posible división comarcal de la R.de Murcia basada en la segregación del Partido Judicial de San Javier.

Comarca del Mar Menor propuesta por el Consejo Regional en 1980.

La división de la Región de Murcia en comarcas fue prevista en el Estatuto de Autonomía de la Región de Murcia de 1982. Sin embargo, la división comarcal y su desarrollo legal aún no ha sido aprobado por la Asamblea Regional de Murcia.
Sobre los municipios que puedan integrar en el futuro la Comarca del Campo de Cartagena existen diferentes puntos de vista:
Por un lado, quienes defienden la inclusión de todos los municipios que han formado tradicionalmente parte del Campo de Cartagena:
- Cartagena.
- Torre-Pacheco.
- San Pedro del Pinatar.
- San Javier.
- La Unión.
- Los Alcázares.
- Fuente Álamo de Murcia.

Para la defensa de esta postura se basan en la existencia de una entidad geográfica, cultural y etnográfica constituida por el tradicional Campo de Cartagena, que englobaría todo la planicie que queda al sur de la Sierra de Carrascoy. Esta división comarcal es la recogida en el Estatuto de Autonomía de la Región de Murcia como una de las cinco circunscripciones electorales en las que se divide la Región de Murcia.
Existe, por otro lado, la propuesta de comarcalización realizada por el Consejo Regional en 1980, según la cual se dividiría el Campo de Cartagena en dos comarcas, una denominada Comarca del Campo de Cartagena y formada por:
- Cartagena
- La Unión
- Fuente Álamo de Murcia.

y otra la Comarca del Mar Menor basada en el Partido judicial de San Javier y que quedaría integrada por:
- San Pedro del Pinatar.
- San Javier.
- Torre-Pacheco
- Los Alcázares.

### Cartagenerismo

Bandera de la provincia marítima de Cartagena, comúnmente utilizada.

El cartagenerismo es un movimiento social, político e ideológico de España que persigue el reconocimiento de un territorio autónomo centrado en Cartagena y su comarca (Campo de Cartagena), que incluye los municipios de La Unión, Los Alcázares, San Javier, San Pedro del Pinatar, Torre-Pacheco, Fuente Álamo y algunas pedanías del sur de Murcia, como Lobosillo, y que forman su área metropolitana, así como la defensa de la identidad cartagenera y de su entorno.
Es una vertiente de pensamiento que aglutina tanto a ciudadanos de izquierda como de centro y derecha, dentro de la cual pueden distinguirse básicamente dos corrientes, el provincialismo y el regionalismo.
El territorio en cuestión, tiene una extensión similar a la provincia de Guipúzcoa, una población de 409 586 habitantes, superior a la de 15 provincias españolas y Comunidad Autónoma de La Rioja y su capital, Cartagena, tiene más población que 33 capitales de provincia. Además le corresponderían 4 escaños en el Congreso de los Diputados y 4 en el Senado.
Los colectivos que proponen la biprovincialidad aducen que la Región de Murcia aumentaría su representación en las Cortes españolas, con 4 escaños más en el Congreso de los Diputados y 2 más en el Senado, equiparándose al de otras comunidades que, con menor población, tienen más representantes en las Cortes.

## Otros campos de la Región de Murcia
- Campo de Águilas
- Campo de Mazarrón
- Campo de Pastrana-Ramonete
- Marina de Cope